# Charles Ier (roi d'Angleterre)
Pour les articles homonymes, voir Charles Ier et Saint Charles.
Charles Ier, né le 19 novembre 1600 à Dunfermline et mort le 30 janvier 1649 à Londres, est roi d'Angleterre, d'Écosse et d'Irlande de 1625 à son exécution en 1649.
Petit-fils de la reine Marie Stuart et fils du roi Jacques Stuart, il succède à ce dernier à sa mort, le 27 mars 1625. Dès le début de son règne, Charles Ier affronta le Parlement d'Angleterre pour accroître ses revenus, alors que ce dernier cherchait à limiter les prérogatives royales, que le roi considérait être de droit divin. Ses interférences dans les affaires religieuses des Églises d'Angleterre et d'Écosse, et ses hausses d’impôts sans l'accord du Parlement furent très mal acceptées par certains prédicateurs protestants, qui le considéraient comme un monarque absolu et un tyran.
Son refus de soutenir durablement les forces protestantes durant la guerre de Trente Ans, associé à son mariage avec une princesse catholique, Henriette-Marie de France, soulevèrent également des interrogations quant à sa religion. Charles Ier s'allia par ailleurs à des figures ecclésiastiques controversées, comme Richard Montagu et William Laud, qu'il nomma archevêque de Cantorbéry. Tout cela fit que de nombreux sujets, dont les puritains, considérèrent que l'Église d'Angleterre se rapprochait trop de l'Église catholique. Enfin, ses tentatives pour imposer des réformes religieuses en Écosse furent la cause des guerres des évêques, qui renforcèrent la position des parlements anglais et écossais, et précipitèrent sa chute.
Les dernières années de Charles Ier furent marquées par les guerres des Trois Royaumes et par la première révolution anglaise, au cours de laquelle il affronta les forces parlementaires. Ses troupes furent défaites lors de la première guerre civile (1642 – 1645) ; le Parlement escomptait alors qu'il accepterait ses demandes de monarchie parlementaire. Mais, il refusa de négocier et forgea une alliance avec l'Écosse, avant de s'enfuir sur l'île de Wight. Cela déclencha une deuxième guerre civile (1648 – 1649), et Charles Ier fut de nouveau battu, puis arrêté en 1649, jugé et exécuté pour haute trahison. La monarchie fut alors abolie et une « République », appelée Commonwealth d'Angleterre fut instaurée, avec Oliver Cromwell à sa tête. En 1660, la monarchie fut restaurée et le fils aîné de Charles Ier monta sur le trône, sous le nom de Charles II.

## Jeunesse

### Naissance et baptême

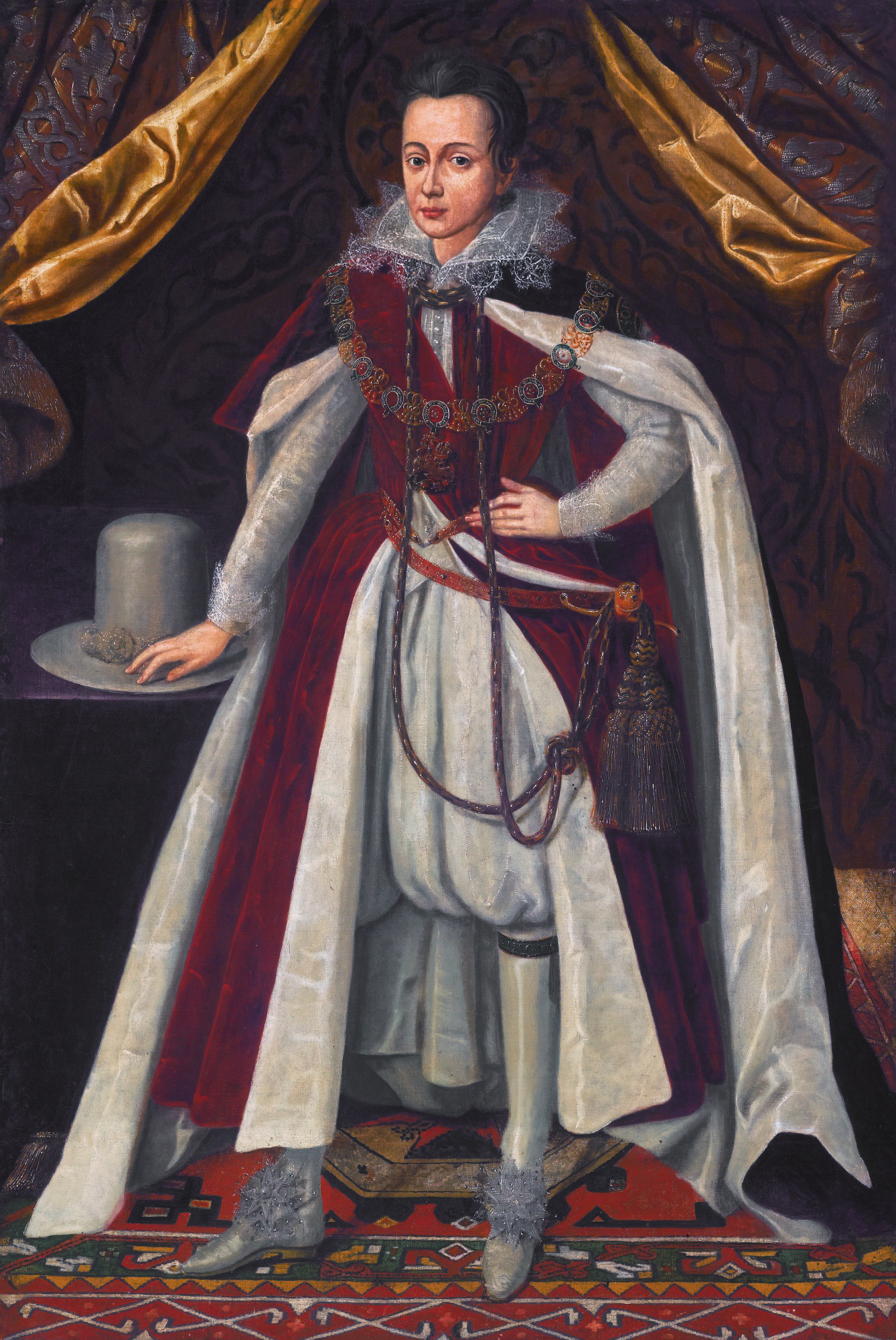
Le duc Charles d'York et d'Albany ; peinture attribuée à Robert Peake le Vieux vers 1611.

Charles Ier est né le 19 novembre 1600 au palais de Dunfermline à Fife en Écosse,, quatrième enfant et second fils de Jacques VI d'Écosse et d'Anne de Danemark. Il fut baptisé le 2 décembre 1600 par l'évêque de Ross, David Lindsay (en), en l'abbaye d'Holyrood et fait duc d'Albany, marquis d'Ormond, comte de Ross et lord Ardmannoch.

### Enfance et mauvaise santé
C'était un enfant fragile et maladif. Lorsque la reine Élisabeth Ire d'Angleterre mourut en mars 1603 et que son père Jacques VI d'Écosse devint roi d'Angleterre sous le nom de Jacques Ier, Charles ne put faire le voyage de Londres le mois suivant, en raison de sa santé précaire, contrairement à tous ses parents, et frères et sœurs. Il resta en Écosse et fut confié à la charge de son tuteur, Alexander Seton (en), ami de son père.
En 1604, à trois ans et demi, Charles pouvait enfin marcher sans aide sur toute la longueur de la grande salle du palais de Dunfermline. On décida qu'il était assez fort pour faire le voyage d'Angleterre et rejoindre sa famille. Il quitta l'Écosse le 13 juillet 1604. En Angleterre, Charles fut confié à Alletta (Hogenhove) Carey, épouse hollandaise du courtisan Robert Carey ; elle lui apprit à parler et insista pour qu'il portât des bottes faites de cuir espagnol et de laiton pour renforcer ses faibles chevilles. Charles parvint finalement à surmonter tous ses problèmes physiques, sans doute causés par le rachitisme.

## Prince héritier d'Angleterre

### Mort de son frère aîné

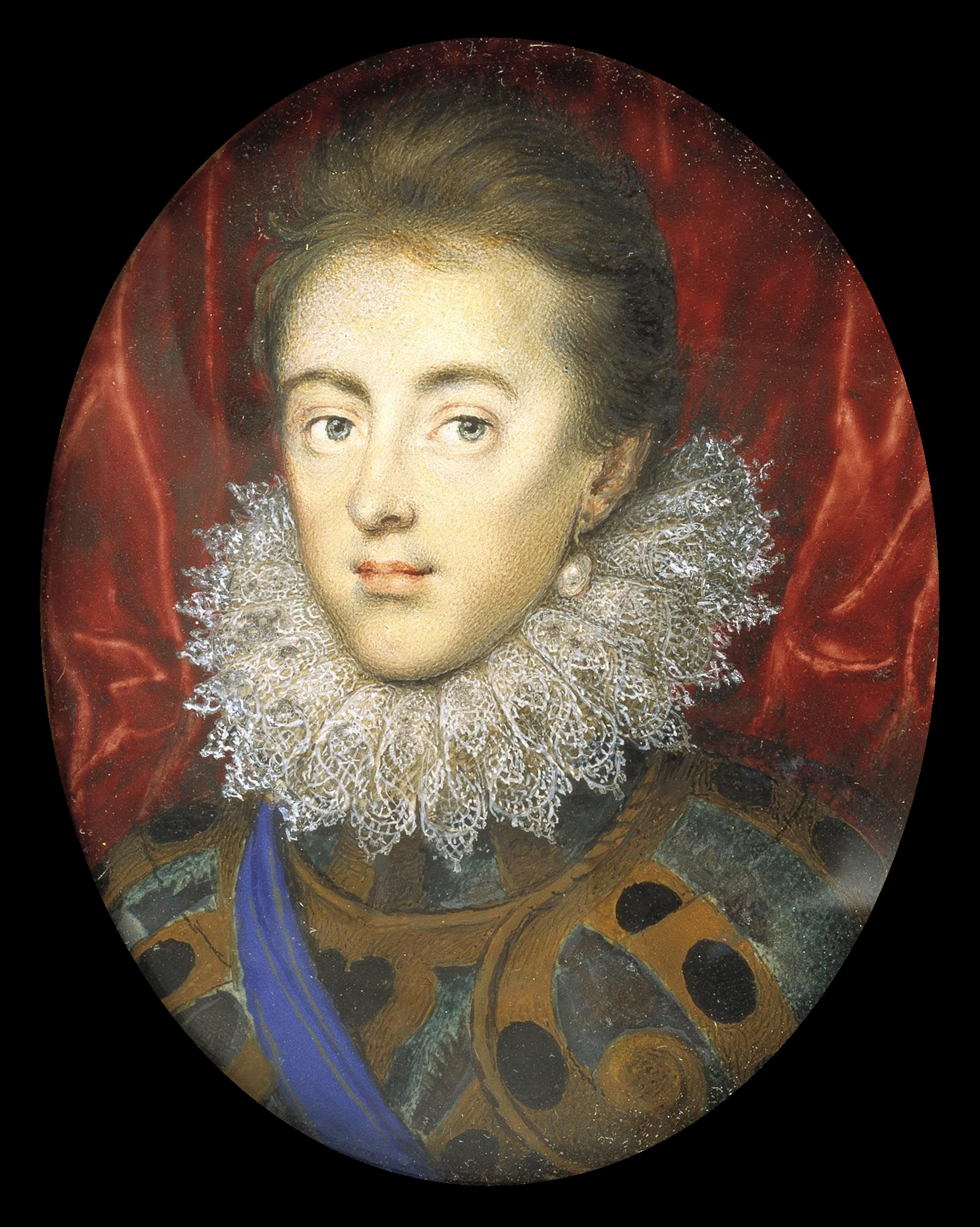
Le prince Charles de Galles par Isaac Oliver, 1615.

Charles était moins estimé que son frère aîné Henri-Frédéric, qu'il adorait et essayait d'imiter. En 1605, Charles fut fait duc d'York comme il est coutume pour le second fils du monarque. Mais Henri mourut soudainement d'une fièvre typhoïde, à l'âge de 18 ans en 1612, deux semaines avant le 12e anniversaire de Charles. Ce dernier devint alors prince héritier, et reçut automatiquement plusieurs titres, dont ceux de ducs de Rothesay et de Cornouailles. Quatre ans plus tard, en novembre 1616, il devint prince de Galles, et comte de Chester.

### Mariage de sa sœur Élisabeth
En 1613, sa sœur Élisabeth épousa Frédéric V du Palatinat, et s'installa à Heidelberg. En 1617, le catholique Ferdinand II fut élu roi de Bohême. Refusant sa politique religieuse, ses sujets protestants le renversèrent ; ils élurent à la place Frédéric V, chef de l'Union protestante. L'acceptation par ce dernier de la couronne de Bohême en 1619 bouleversa le fragile équilibre entre protestants et catholiques au sein du Saint-Empire romain germanique, et les troubles débouchèrent sur la guerre de Trente Ans. Jacques Ier, qui soutenait son beau-fils Frédéric, cherchait à marier le nouveau prince de Galles à l'infante Marie-Anne d'Espagne, afin de se rapprocher de l'Espagne et utiliser la dot pour résoudre ses problèmes financiers.
Les tractations diplomatiques avec l'Espagne se révélèrent impopulaires auprès de l'opinion publique anglaise et au sein de la cour de Jacques Ier ; seuls les arminiens étaient favorables à cette union. Le Parlement était ouvertement hostile à Philippe III d'Espagne, et espérait que Jacques Ier mène une croisade pour soutenir les protestants sur le continent, contre la domination des Habsbourg. Dans le même temps, le Parlement, mené par George Villiers, 1er duc de Buckingham, obtint la destitution et le procès pour corruption du lord chancelier Francis Bacon. La condamnation de Bacon par les lords fut la première depuis 1459 qui eut lieu sans l'approbation officielle du roi par une sanction sans procès. L'incident marqua un important précédent pour la définition de la capacité du Parlement à protéger les intérêts de la nation, et à mener des procès comme, plus tard, contre Villiers, Laud, Wentworth, et Charles Ier. Le Parlement et Jacques Ier s'opposaient également sur la politique étrangère. Le roi considérait que la Chambre des communes ne devait gérer que les affaires intérieures tandis que les députés estimaient qu'ils avaient le droit d'en débattre, du fait de la liberté d'expression garantie au sein du Parlement,. Charles semblait défendre la cause de son beau-frère, mais considérait que les discussions sur son mariage à la Chambre des communes étaient insolentes et en violation des prérogatives royales. En janvier 1622, Jacques Ier décida de dissoudre le Parlement.

### Différends avec l'Espagne

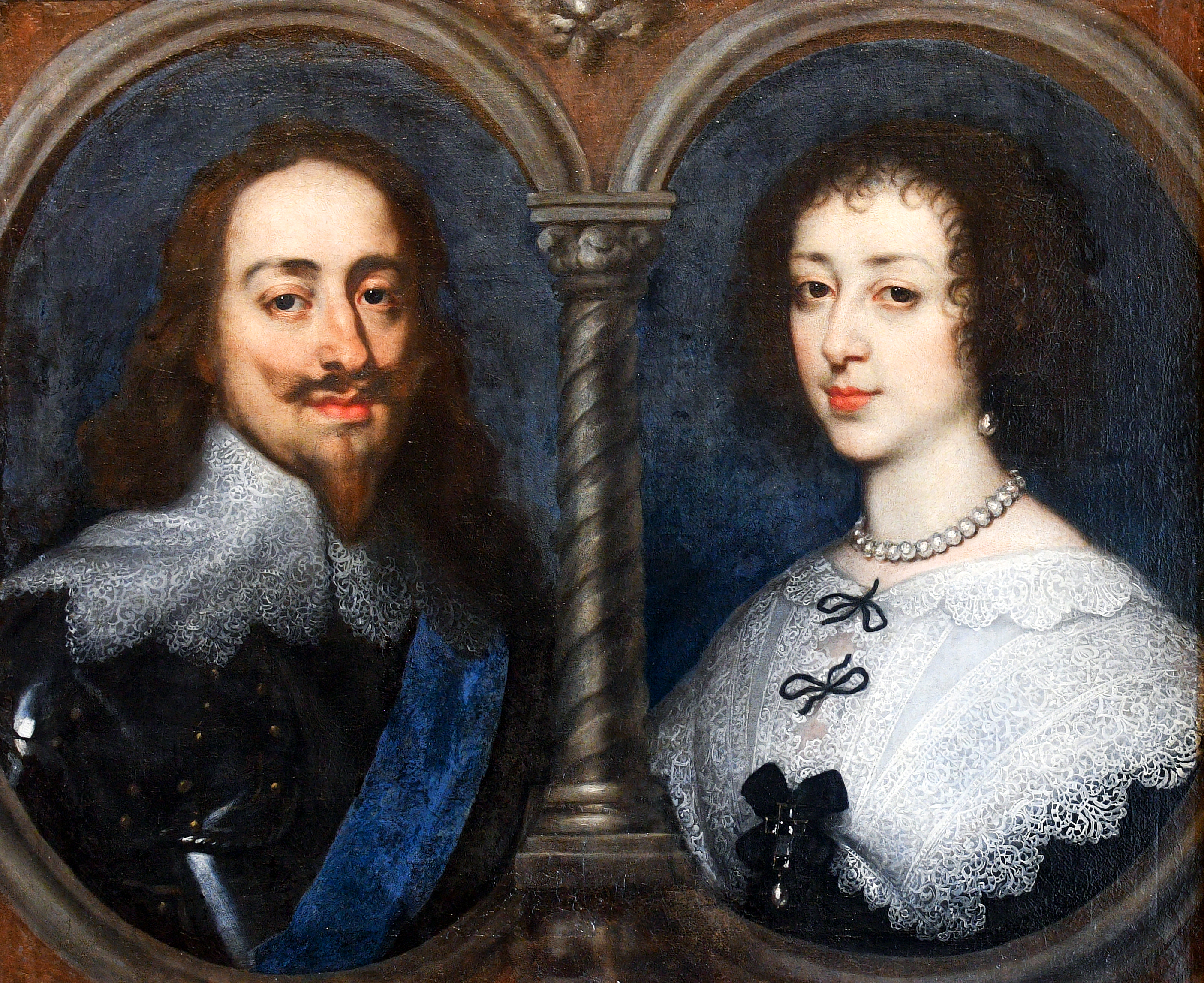
Portrait de et de Henriette-Marie par Antoine van Dyck, palais Pitti, Florence.

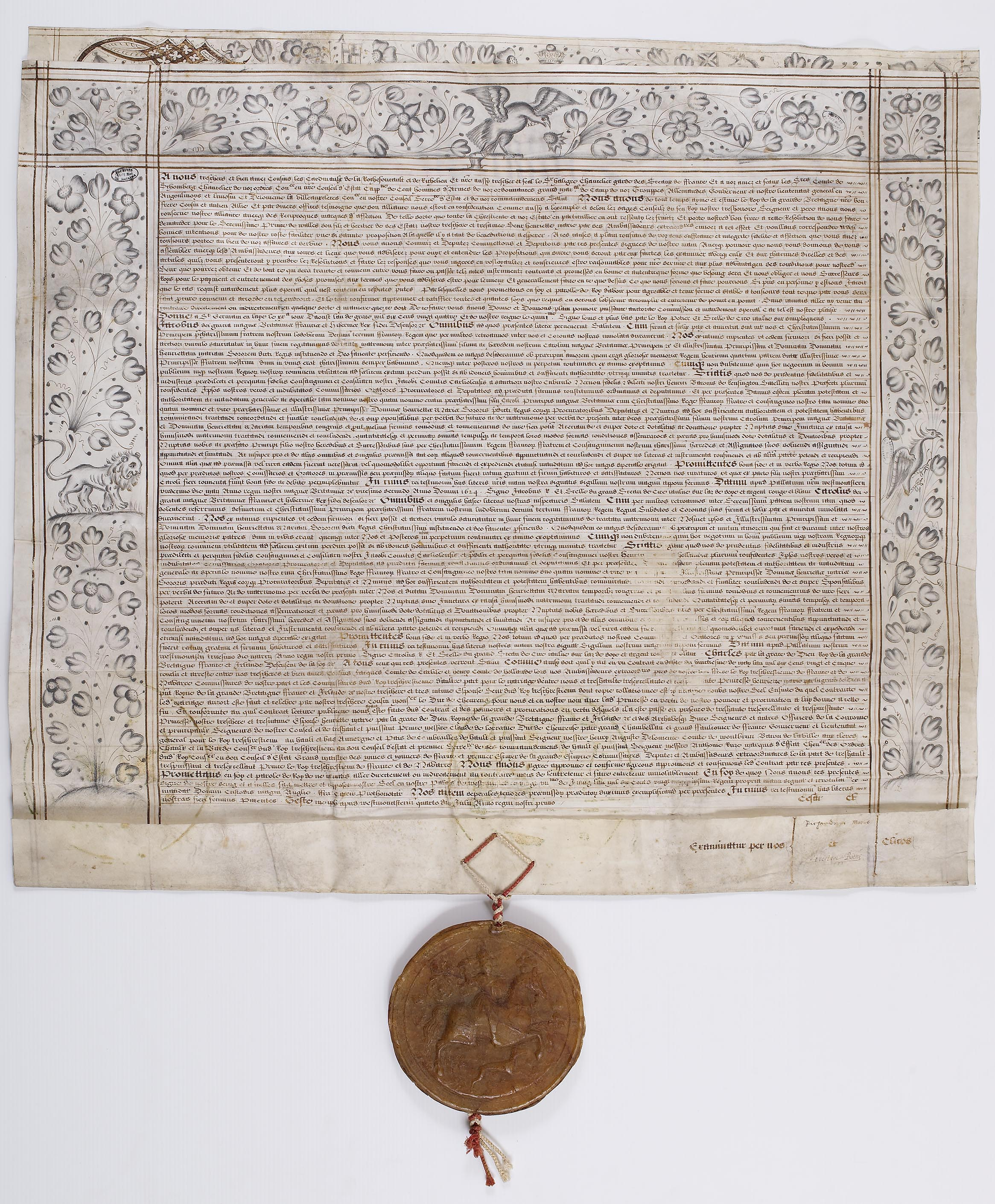
Contrat de mariage de et de Henriette-Marie de France, 4 juillet 1625, Archives nationales.

Charles et le duc de Buckingham, son favori, qui avait une grande influence sur lui, se rendirent secrètement en Espagne en 1623 pour essayer de trouver un accord de mariage. Ce voyage se révéla être un échec total ; les Espagnols demandant que Charles se convertisse au catholicisme et reste en Espagne un an après le mariage, pour s'assurer que l'Angleterre respecterait tous les termes du traité. Charles était outré et à leur retour en octobre, Buckingham et lui demandèrent que le roi déclare la guerre à l'Espagne.
Avec le soutien de ses conseillers protestants, Jacques Ier convoqua le Parlement en 1623 pour obtenir des fonds pour la guerre. Sur les injonctions de Charles et de Buckingham, le roi approuva la destitution du lord trésorier Lionel Cranfield par la Chambre des communes ; sa disgrâce fut similaire à celle de Bacon.
Jacques Ier demanda également que le Parlement approuve le mariage du prince de Galles et de la princesse Henriette-Marie de France, que Charles avait rencontrée à Paris lors de son voyage vers l'Espagne. L'union était intéressante, car elle était la sœur du roi Louis XIII de France, qui était opposé aux Habsbourg. Le Parlement accepta à contre-cœur le mariage, avec la promesse de Jacques Ier et de Charles que l'union n'entraînerait pas l'octroi de la liberté de culte aux catholiques en dehors de la résidence de la princesse. En 1624, Jacques Ier devint de plus en plus malade et il lui fut difficile de contrôler le Parlement. À sa mort en mars 1625, Charles et le duc de Buckingham étaient déjà, de fait, à la tête du royaume.
Charles Ier et Jacques Ier défendaient tous deux l'idée d'une monarchie de droit divin, mais si les ambitions absolutistes de Jacques Ier étaient tempérées par des compromis avec ses sujets, Charles Ier considérait qu'il n'avait aucunement besoin de l'approbation du Parlement, et que sa politique étrangère (qui était très coûteuse et fluctuante) ne devait subir aucune entrave. Charles Ier jugeait qu'il n'avait pas à négocier ou expliquer ses actions, et qu'il ne devait en répondre qu'à Dieu. Il déclara à ce sujet : « les rois n'ont à rendre compte de leurs actions qu'à Dieu seul »,.

## Roi d'Angleterre et d'Irlande

### Début de règne

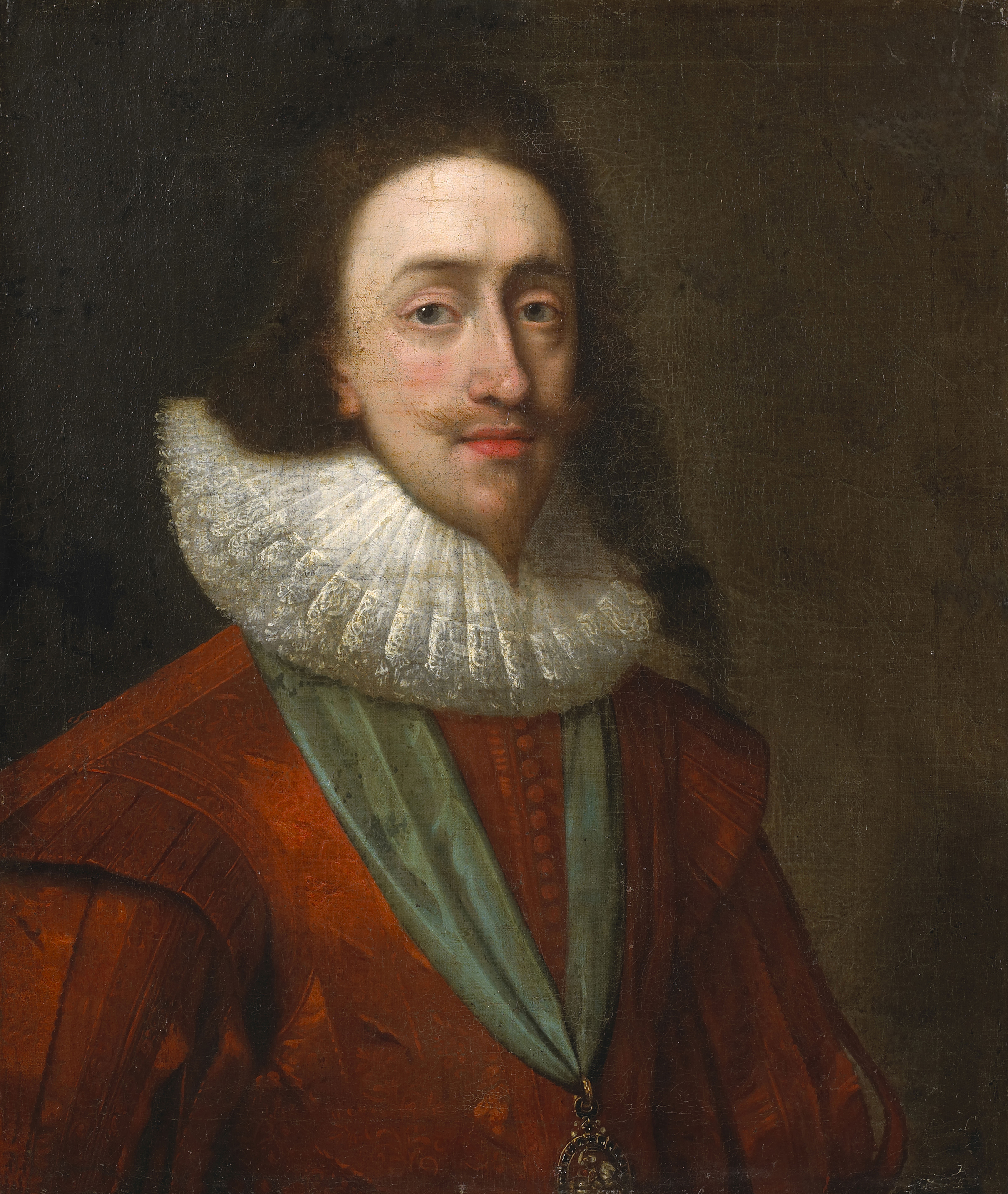
Portrait de réalisé dans les années 1630 par l'atelier de Daniel Mytens.

Le 11 mai 1625, Charles fut marié par procuration à Henriette-Marie devant les portes de la cathédrale Notre-Dame de Paris, avant que le Parlement n'ait pu se rassembler pour interdire la publication des bans. De nombreux députés étaient opposés à l'union du roi avec une catholique, car ils craignaient que Charles Ier ne lève les discriminations à l'encontre des catholiques, et ne sape l'autorité de l'Église d'Angleterre. Même s'il avait assuré au Parlement qu'il ne relâcherait pas les restrictions concernant les récusants, il promit toutefois de le faire dans une clause secrète du contrat de mariage signé avec Louis XIII. De plus, Charles Ier promit, dans le cadre du mariage, d'apporter son soutien aux efforts français pour réprimer la révolte des huguenots de La Rochelle ; cela représentait un renversement complet de la longue politique anglaise concernant les guerres de religion en France. Le couple se maria en personne le 13 juin 1625 à Cantorbéry. Charles Ier fut couronné le 2 février 1626 en l'abbaye de Westminster, mais Henriette-Marie fut obligée de rester à l'extérieur, en raison de la polémique. Ils eurent sept enfants dont trois fils et trois filles atteignirent l'âge adulte.

### Politique religieuse
Les inquiétudes concernant les politiques religieuses de Charles Ier s'accrurent en raison de son soutien à un ecclésiastique controversé, Richard Montagu. Dans ses pamphlets, il s'opposait à la prédestination calviniste, et entra en conflit avec les puritains. Lorsqu'un député puritain de la Chambre des communes, John Pym, attaqua le pamphlet de Montagu lors d'un débat, ce dernier demanda l'aide du roi dans un pamphlet appelé Appello Caesarem en référence à la défense de Paul de Tarse contre les persécutions dont il était victime de la part des Juifs. Charles Ier fit de Montagu l'un des chapelains royaux, ce qui accrut la méfiance de nombreux puritains qui craignaient que cette promotion de l'arminianisme ne soit une tentative clandestine pour permettre une résurgence du catholicisme au sein de l'Église d'Angleterre.

### Politique étrangère
Au début de son règne, Charles Ier était principalement préoccupé par la politique étrangère. De son point de départ en Bohême, la guerre de Trente Ans dégénérait en un conflit européen. En 1620, Frédéric V fut battu lors de la bataille de la Montagne-Blanche, et malgré l'aide de volontaires anglais, ses territoires héréditaires dans l'électorat du Palatinat furent conquis par l'empereur Ferdinand II. Ayant accepté d'aider son beau-frère à reprendre le Palatinat, Charles Ier déclara la guerre à l'Espagne, dont le nouveau roi catholique, Philippe IV, avait déployé des forces pour participer à l'occupation du Palatinat.

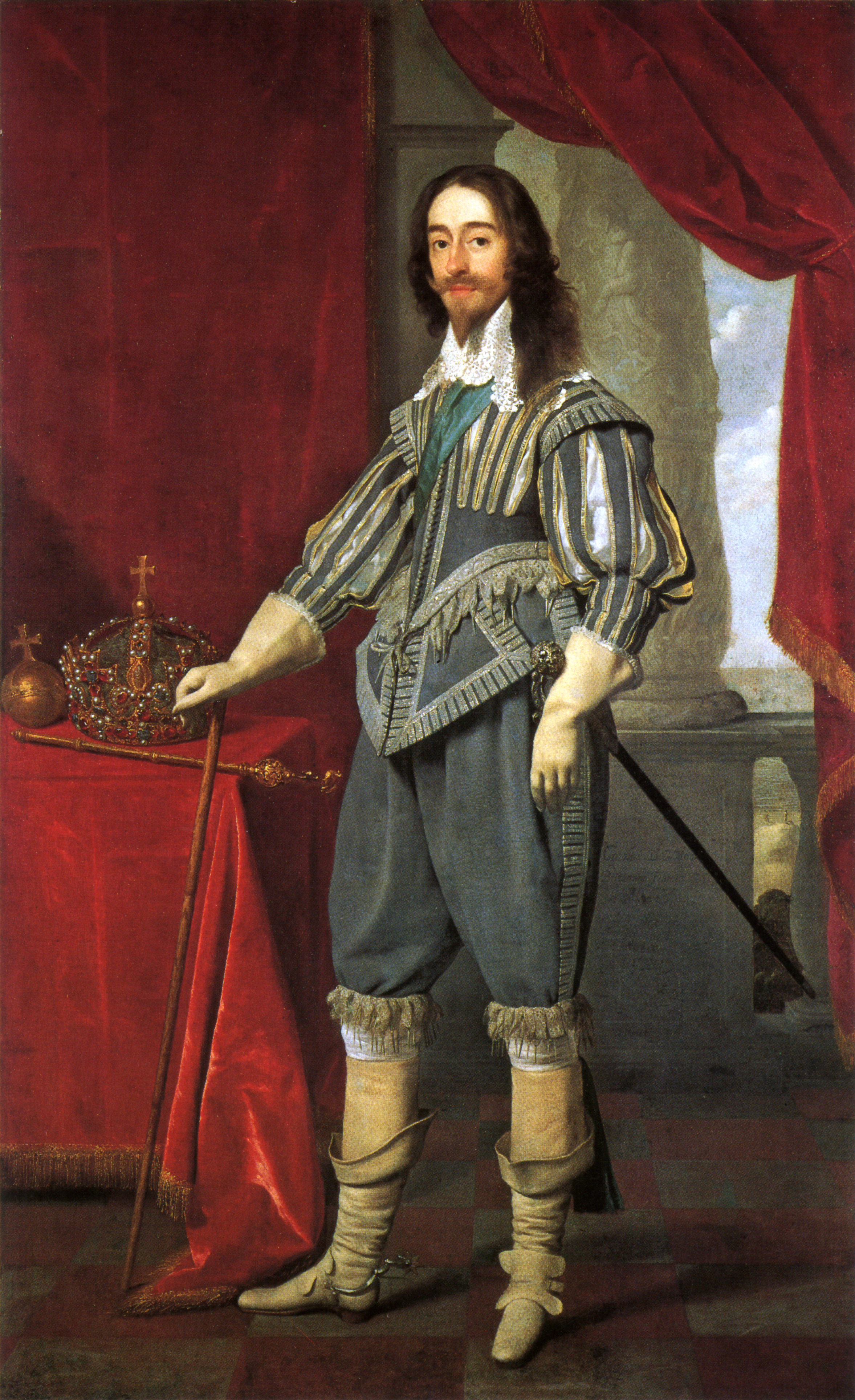
par Daniel Mytens en 1631.

Le Parlement préférait mener une guerre maritime peu coûteuse contre les colonies espagnoles dans le Nouveau Monde, en espérant que la capture de la flotte des Indes permette de financer la guerre. Charles Ier privilégiait néanmoins une politique plus agressive et coûteuse sur le continent. Le Parlement accorda seulement 140 000 £ (350 millions de livres de 2011) pour la guerre, une somme insuffisante pour Charles Ier. De plus, la Chambre des communes chercha à limiter l'octroi au roi des bénéfices des taxes douanières à un an, même si depuis 1414 ce droit était attribué à vie et représentait une grande part des revenus du souverain. Le Parlement pensait pouvoir ainsi contrôler les dépenses en forçant Charles Ier à demander le renouvellement de cette pension chaque année. Même si elle fut adoptée par la Chambre des communes, les alliés de Charles Ier à la Chambre des lords menés par le duc de Buckingham refusèrent de voter la loi, et elle fut donc rejetée. Charles Ier continua de collecter les taxes, même si aucune législation ne lui en donnait le droit.
La guerre de l'Angleterre contre l'Espagne, sous le commandement de lord Buckingham, subit plusieurs revers et la Chambre des communes se préparait à lancer une procédure de destitution contre le duc. En réaction, le roi le nomma chancelier de l'université de Cambridge et le 12 juin 1626, la Chambre des communes délivra une protestation ouverte, déclarant : « Nous déclarons à votre Majesté et au monde entier que jusqu'à ce que ce grand ministre ne se mêle plus des affaires de l'État, nous ne pouvons espérer aucun bon succès, et qu'au contraire, nous craignons que tout l'argent que nous pourrions donner à votre Majesté ne tourne au préjudice de votre royaume par le mauvais emploi que cet homme en fera ». Malgré les protestations, Charles Ier refusa de limoger son ami, et préféra alors dissoudre le Parlement.

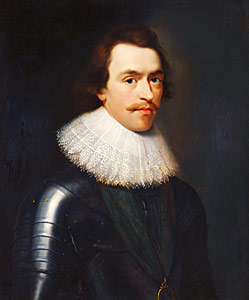
L'influence de lord Buckingham sur lui valut l'aversion du Parlement.

L'agitation populaire causée par cette décision fut exacerbée par la décision de lever des fonds pour la guerre par le biais d'un « emprunt forcé » : une taxe mise en place sans le consentement du Parlement. En novembre 1627, dans ce qui fut appelé l'« affaire des cinq gentilshommes (en) », la Cour du Banc du Roi (en) jugea que l'emprisonnement sans procès de ceux qui refusaient de payer l'emprunt forcé était une violation du droit à un jugement équitable établi par la Magna Carta de 1215. Convoqué à nouveau en 1628, le Parlement adopta le 26 mai après un débat houleux, la Pétition des Droits, qui demandait au roi de reconnaître qu'il ne pouvait pas lever de taxes sans l'accord du Parlement, ni imposer la loi martiale aux civils, les emprisonner sans procès équitable ou cantonner des troupes dans leurs résidences. Charles Ier approuva la pétition même s'il continua de revendiquer le droit de collecter les revenus des taxes douanières sans l'autorisation du Parlement.
Bien que Charles Ier ait promis de soutenir la lutte contre les huguenots révoltés de La Rochelle, il renia sa promesse et, sous le commandement de lord Buckingham, lança une offensive mal préparée contre la forteresse française de Saint-Martin-de-Ré. L'attaque de Buckingham poussa Louis XIII et Richelieu à assiéger la principale place forte huguenote de La Rochelle, et elle accrut la détestation du Parlement contre l'« éminence grise » du souverain.
Le duc de Buckingham fut assassiné par un puritain fanatique, John Felton, le 23 août 1628. Les réjouissances publiques à l'annonce de sa mort aggravèrent le fossé qui existait entre la cour et le peuple, et entre la Couronne et la Chambre des communes. Même si la mort de Buckingham mit effectivement fin à la guerre avec l'Espagne, et évacua la question posée par son influence, elle ne mit pas un terme aux conflits entre Charles Ier et le Parlement sur les questions fiscales et religieuses,.

### Dissolution du Parlement

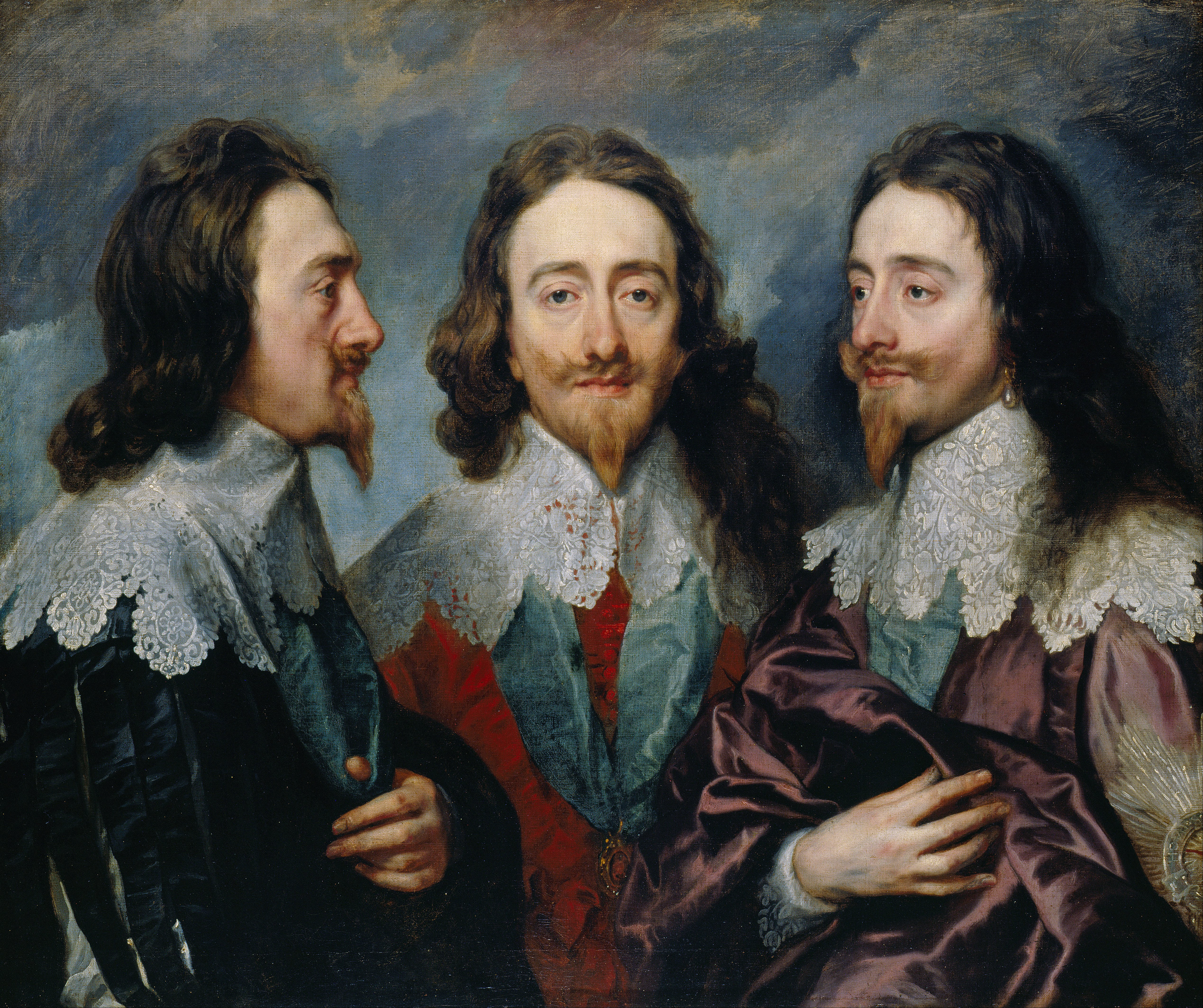
Charles I, King of England, from Three Angles par Antoine van Dyck vers 1636.

En janvier 1629, Charles Ier inaugura la seconde session du Parlement, qui avait été suspendu en juin 1628, avec un discours modéré sur la question des taxes douanières. Quelques mois auparavant, les biens du député John Rolle (en) avaient été confisqués, car il n'avait pas payé les droits douaniers, et la Chambre des communes protesta contre ce qu'elle considérait être une violation de la Pétition des Droits en avançant que sa clause interdisant les arrestations arbitraires s'étendait aux biens. Lorsque Charles Ier ordonna un ajournement du Parlement le 10 mars, John Finch, le président de la Chambre des communes fut plaqué sur son siège par des députés pour que la dissolution soit retardée le temps que des résolutions contre le catholicisme, l'arminianisme et les taxes douanières soient lues à haute voix. Cette dernière résolution stipulait que quiconque payait un droit de douane non autorisé par le Parlement était « un traître aux libertés de l'Angleterre et un ennemi de la nation » et, même si elle ne fut pas formellement adoptée, de nombreux membres témoignèrent de leur approbation. Charles Ier fut ulcéré par ces actions, et il décida de dissoudre le Parlement le jour même. De plus, il fit emprisonner huit meneurs de la fronde, dont John Eliot (en), ce qui les transforma en martyrs et accrut le soutien populaire à leur cause, qui jusqu'alors perdait du terrain.
Peu après la dissolution du Parlement, n'ayant aucun moyen immédiat d'obtenir des fonds de la part du Parlement pour une guerre en Europe, Charles Ier fit la paix avec la France et l'Espagne. Les onze années qui suivirent, au cours desquelles Charles Ier gouverna sans Parlement, seront appelées les « Onze années de Tyrannie ».

### Problèmes économiques

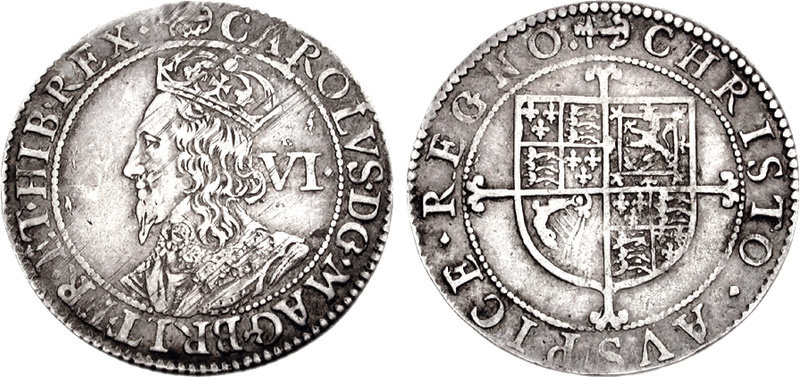
Pièce de six pence à l'effigie de frappée en 1638-1639.

Les règnes d'Élisabeth Ire et de Jacques Ier avaient engendré une large dette, et Charles Ier était très limité dans sa capacité à financer des guerres outre-mer. Tout au long de son règne, il fut obligé de compter principalement sur des forces de volontaires et des efforts diplomatiques pour rendre le Palatinat à sa sœur Élisabeth,,. L'Angleterre était toujours le pays le moins taxé d'Europe, sans droit d'accise officiel ou taxation directe. Sans l'accord du Parlement, la capacité de Charles Ier à obtenir des fonds était théoriquement nulle, du moins par des moyens légaux. Pour obtenir de l'argent sans convoquer le Parlement, il réinstaura la loi quasiment oubliée du Distraint of Knighthood promulguée en 1279, et qui imposait à toute personne gagnant plus de 40 £ par an (567 000 £ de 2011) d'assister au couronnement du roi pour pouvoir rejoindre l'armée en tant que chevalier. S'appuyant sur cette vieille législation, Charles Ier taxa tous ceux qui n'avaient pas assisté à son couronnement en 1626.
Par la suite, Charles Ier réintroduisit d'anciennes taxes féodales, dont la principale était la Ship money (en) (« taxe sur les navires ») qui se révéla encore plus impopulaire et profitable que les droits douaniers avant elle. Sous Édouard Ier et Édouard III, cette taxe n'était exigée que durant les guerres, et seulement dans les régions côtières. Charles Ier avança qu'aucun texte ne l'empêchait de la collecter en temps de paix et dans tout le royaume. La Ship Tax rapporta entre 150 000 et 200 000 £ par an (entre 350 et 465 millions de livres de 2011) entre 1634 et 1638, après quoi les rendements diminuèrent fortement. Les revenus étaient payés directement au trésorier à la Marine, faisant ainsi d'Algernon Percy, 10e comte de Northumberland, son principal bénéficiaire. L'opposition à la taxe était largement partagée et une action en justice menée par John Hampden permit au peuple d'exprimer son mécontentement. Les tribunaux royaux considérèrent néanmoins que la collecte de cette taxe n'outrepassait pas les prérogatives royales.
Le roi obtint également de l'argent en accordant des monopoles, malgré la législation de 1624 (en), qui interdisait de telles actions ; les recettes furent toutefois plus faibles que prévu : à la fin des années 1630, elles se montaient qu'à 100 000 £ par an (220 millions de livres de 2011). Le roi leva également des fonds auprès de la noblesse écossaise, créant une profonde amertume ; d'après l'acte de révocation de 1625, tous les octrois de terrains royaux ou ecclésiastiques faits à la noblesse étaient révoqués et leurs occupants devaient s'acquitter d'un loyer annuel.

### Conflits religieux

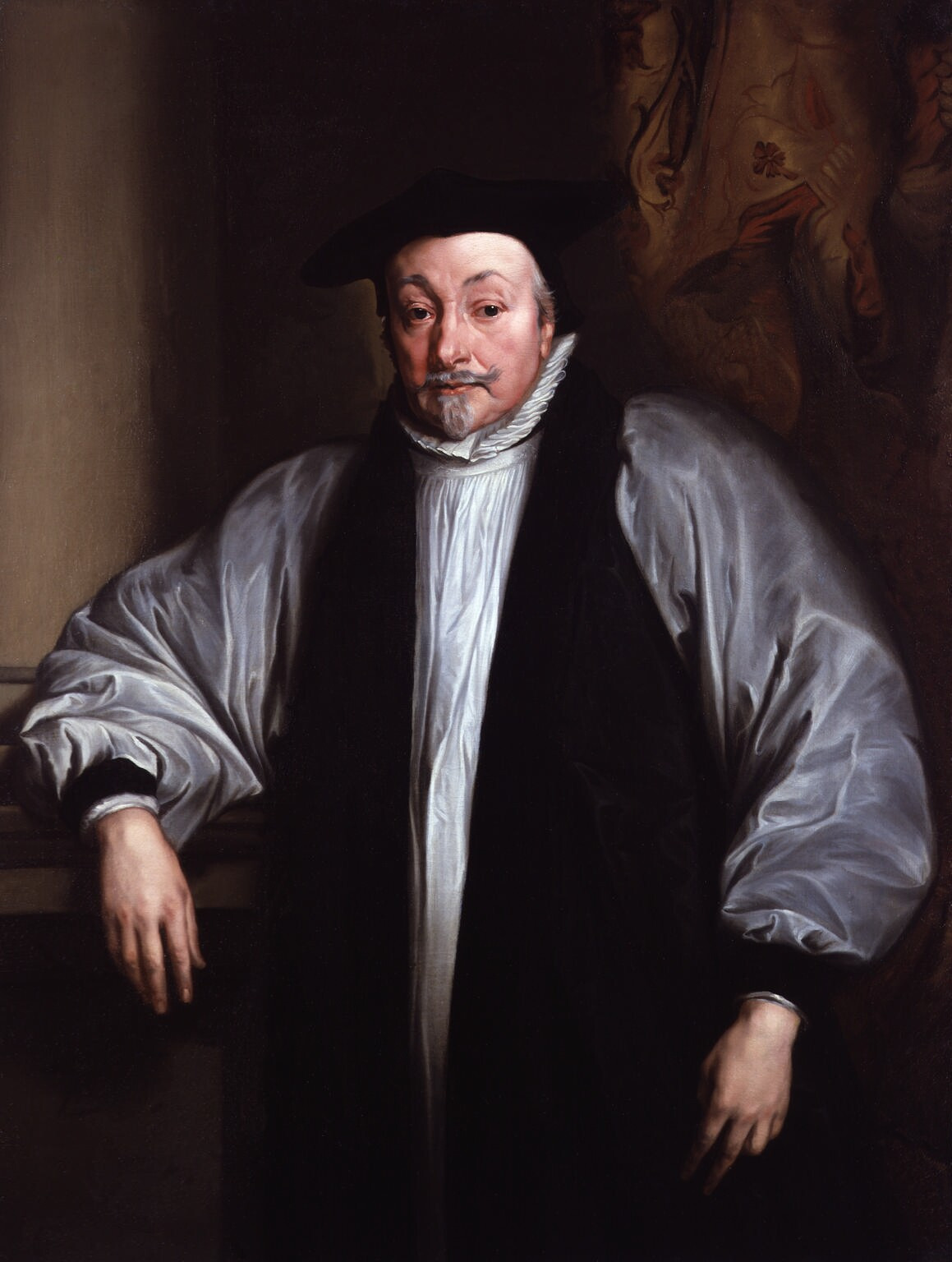
William Laud partageait les vues de sur le calvinisme ; Antoine Van Dyck, 1636.

Tout au long du règne de Charles Ier, la question de l'étendue de la Réforme anglaise fut constamment ramenée sur le devant du débat politique. La théologie arminienne mettait l'accent sur l'autorité du clergé, et la capacité individuelle à rejeter le Salut ; elle était donc jugée hérétique, et accusée par ses opposants de préparer le potentiel retour du catholicisme. Les sympathies de Charles Ier pour cette doctrine, et en particulier son désir d'éloigner l'Église d'Angleterre du calvinisme vers une orientation plus traditionnelle, lui valait l'hostilité des puritains. Depuis le début de la Réforme protestante, les protestants avaient souvent fait l'objet de persécutions de la part de leurs souverains, comme en France, et plus récemment lors de la guerre de Trente Ans. Les sujets anglais s'inquiétaient donc du manque de soutien de leur souverain à la cause protestante en Europe et ses tentatives de rapprochement avec l'Espagne catholique,,.
William Laud fut nommé archevêque de Cantorbéry en 1633,, et il lança une série de réformes impopulaires, visant à renforcer l'uniformité religieuse en excluant les ecclésiastiques non-conformistes, et en interdisant les organisations puritaines. Ses politiques étaient opposées à la théologie calviniste, et il insistait pour que la liturgie de l'Église d'Angleterre soit célébrée suivant les normes données par le livre de la prière commune, et pour que l'architecture des églises anglaises soit modifiée afin de mettre l'accent sur l'eucharistie, ce qui représentait une attaque contre la prédestination. Pour punir ceux qui refusaient de se conformer à ses réformes, Laud utilisa les deux tribunaux les plus craints et les plus arbitraires du royaume : la Cour de la Haute-Commission (en) et la Chambre étoilée. La première pouvait obliger les accusés à fournir des témoignages en leur défaveur et la seconde, de fait le bras judiciaire du Conseil privé, pouvait infliger tous les types de châtiments possibles (y compris la torture), à la seule exception de la mort.
Les premières années du règne personnel de Charles Ier furent assez pacifiques en Angleterre, en partie du fait du resserrement de l'autorité centrale. Plusieurs individus refusèrent les taxes de Charles Ier et les politiques de Laud et s'enfuirent, comme le chef religieux puritain Thomas Hooker, qui se réfugia dans la colonie du Connecticut en 1633. La même année, la Chambre étoilée avait, de fait, pris la place de la Cour de la Haute-Commission en tant que tribunal suprême pour les affaires religieuses en plus des affaires séculières. Durant le règne de Charles Ier, les accusés étaient régulièrement amenés devant la Cour sans inculpation, procès équitable ni droit d'affronter leurs accusateurs, et leurs témoignages étaient systématiquement obtenus grâce à la torture[réf. nécessaire].

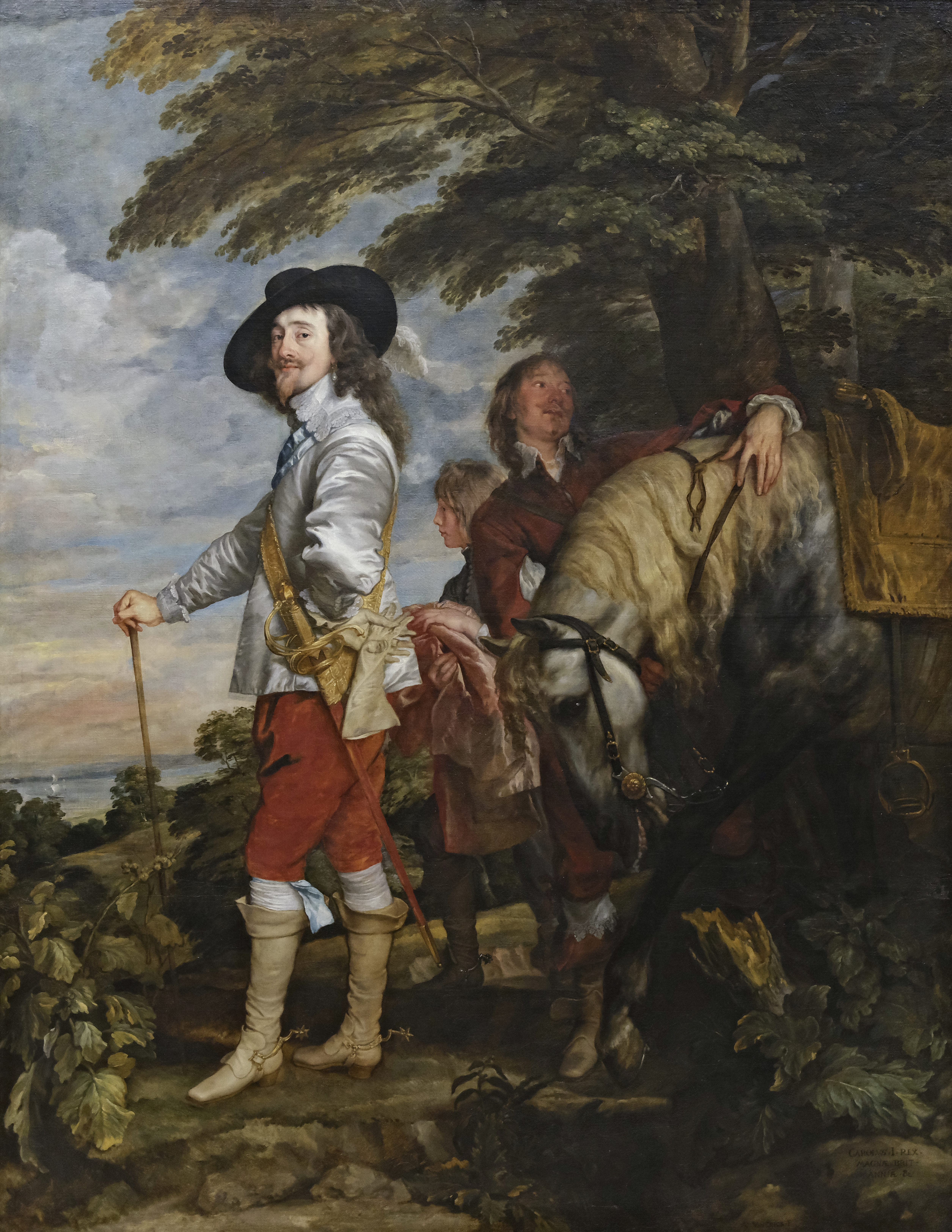
Peinture de par Antoine Van Dyck, vers 1635.

Malgré cela, lorsque Charles Ier tenta d'imposer ses politiques religieuses en Écosse, il dut faire face à de nombreuses difficultés. Même s'il y était né, le souverain avait peu de liens avec ce royaume, et n'y était pas retourné avant son couronnement en 1633 à Scone. En 1637, le roi avait ordonné que le nouveau livre de prière devant être utilisé en Écosse soit presque identique à celui en vigueur en Angleterre, sans avoir consulté le Parlement écossais ou l'Église locale. Même si cette décision était soutenue par les évêques écossais, de nombreux presbytériens considéraient que le nouveau livre de prière était un moyen d'introduire l'anglicanisme en Écosse. En 1637, des soulèvements spontanés éclatèrent dès le premier dimanche de son introduction, et le peuple commença à se mobiliser autour des nobles en révolte, pour former le mouvement des covenantaires. Lorsque l'Assemblée générale de l'Église d'Écosse abolit le gouvernement épiscopalien (gouvernance de l'Église par les évêques) en 1638, et le remplaça par un gouvernement presbytérien (gouvernance par les anciens et les diacres), Charles Ier chercha à réprimer ce qu'il considérait être une rébellion contre son autorité.
Quand la première guerre des évêques éclata, Charles Ier ne chercha pas des fonds pour financer la guerre, il leva une armée sans l'aide du Parlement, mais celle-ci évita toute confrontation avec les covenantaires, car le roi considérait qu'elle était très inférieure en nombre à l'armée écossaise, et craignait une défaite. Selon le traité de (en) Berwick, en 1639, Charles Ier reprit le contrôle de ses forteresses écossaises, et obtint la dissolution du gouvernement provisoire des covenantaires, mais il dut accepter que le Parlement d'Écosse et l'Assemblée générale de l'Église d'Écosse soient l'autorité suprême pour les questions religieuses locales.
L'échec militaire de Charles Ier dans la première guerre des évêques causa une crise militaire et financière. Dans le même temps, la flotte espagnole, cherchant à ravitailler les Pays-Bas espagnols, fut écrasée par la flotte hollandaise lors de la bataille des Downs, non loin du Kent, alors que la Royal Navy avait reçu l'ordre de la protéger,. Les négociations de paix avec les Écossais n'étaient rien d'autre que des tentatives pour gagner du temps avant de lancer une nouvelle campagne. Néanmoins, en raison de ses problèmes financiers, Charles Ier fut obligé de convoquer le Parlement en 1640 en vue d'obtenir des fonds. Le roi prenait ainsi le risque que le Parlement ne devienne une tribune pour ses opposants : l'intransigeance du Parlement en 1628 laissait présager de fortes difficultés.

### Seconde guerre des évêques
Charles Ier convoqua les Parlements d'Angleterre et d'Irlande dans les premiers mois de l'année 1640. En mars 1640, le Parlement irlandais lui accorda 180 000 £ (392 millions de livres de 2011) et promit de lever une armée de 9 000 hommes avant la fin du mois de mai. Néanmoins, durant l'élection générale anglaise de mars, les candidats de la monarchie remportèrent peu de suffrages, et les négociations de Charles Ier avec le parlement anglais arrivèrent rapidement à une impasse. Les comtes de Northumberland et de Strafford tentèrent de trouver un compromis, en proposant que le roi abroge la Ship money (en) en échange de 650 000 £ (1,4 milliard de livres de 2011), mais la proposition ne parvint pas à rassembler suffisamment de soutiens à la Chambre des communes. Les demandes de réformes du Parlement furent ignorées par Charles Ier, qui conservait encore le soutien de la Chambre des lords. Malgré les protestations de Northumberland, le Parlement fut dissous en mai 1640, moins d'un mois après sa convocation ; on l'appela donc le « Court Parlement ».

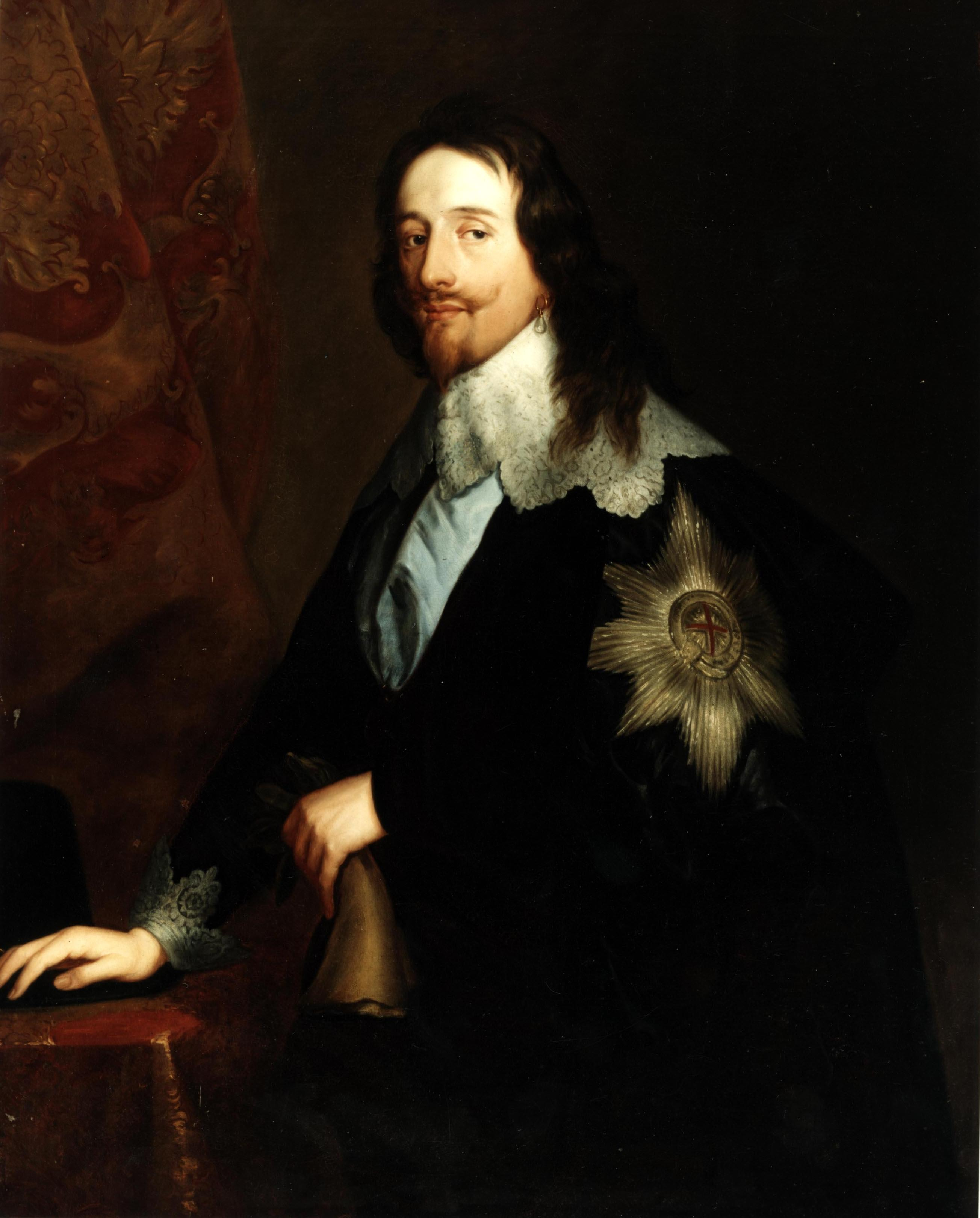
par Antoine Van Dyck, vers 1636.

À ce moment, le comte de Strafford, fait lord lieutenant d'Irlande en janvier 1640, était devenu l'homme de confiance du souverain et, avec Laud, appliquait la politique dite du Thorough (en) visant à établir une monarchie absolue. Même s'il était initialement l'un des principaux opposants au roi, il s'était rangé du côté de Charles Ier en 1628, en partie du fait des arguments de lord Buckingham, et il était alors devenu le ministre le plus compétent. Il leva une grande armée en Irlande, en soutien du roi, affaiblit fortement l'autorité du parlement d'Irlande, en particulier celle des vieux Anglais, et il accrut les revenus en provenance de l'île. Dans le même temps, le Parlement écossais se déclara capable de gouverner sans l'approbation du roi, et en septembre 1640, il lança une offensive dans le comté de Northumberland, sous le commandement de James Graham, 1er marquis de Montrose. Stafford fut alors envoyé dans le nord pour commander les forces anglaises, du fait de la maladie de lord Northumberland. Les soldats écossais, en majorité des vétérans de la guerre de Trente Ans, disposaient d'un moral et d'un entraînement très supérieurs à ceux de leurs adversaires anglais. Ils atteignirent facilement Newcastle, qui tomba à la suite de la bataille de Newburn (en), le 28 août 1640, et privaient ainsi l'Angleterre de sa principale source d'approvisionnement en charbon. À ce moment critique, les Anglais basés à York furent incapables de lancer une contre-attaque, car Strafford était immobilisé par la goutte comme par la dysenterie.
Le 24 septembre, Charles Ier prit la décision inhabituelle de convoquer le Magnum Concilium (en), l'ancien conseil de tous les pairs du royaume, qui étaient considérés comme les conseillers héréditaires du roi, et ce dernier recommanda de négocier la paix avec les Écossais, et de convoquer à nouveau le Parlement. Le traité de Ripon (en), signé en octobre 1640, mit un terme aux combats, mais ses conditions furent humiliantes pour Charles Ier, qui dut accepter l'occupation écossaise des comtés de Northumberland et de Durham, et le paiement d'une indemnité de 850 £ par jour (1,8 million de livres de 2011) jusqu'à la signature d'un traité de paix définitif. Incapable de payer cette somme, Charles Ier convoqua ce qui devint le « Long Parlement », pour qu'il lève les fonds nécessaires. Sur les 493 députés de la Chambre des communes, le roi ne pouvait compter sur le soutien que de 94 d'entre eux.

### Collectionneur d'art
Charles Ier, malgré ses difficultés économiques, fut sans doute le plus passionné et généreux collectionneur d'art de la monarchie britannique. À partir de 1628, il entreprit d'acheter la fabuleuse collection Gonzague des ducs de Mantoue par le biais du marchand Daniel Nijs installé à Venise ; pour ce faire, il fit débloquer près de 100 000 livres sterling. Une grande partie des collections royales furent liquidée par Oliver Cromwell, et Charles II n'eut de cesse plus tard de récupérer les œuvres dispersées.
Depuis son accession au trône en 1625, Charles Ier avait tenu à faire accoster en Angleterre les plus grands peintres étrangers de l'époque. Il parvint à faire venir des artistes italiens comme Orazio Gentileschi, puis en 1638 sa fille, Artemisia Gentileschi, mais aussi le portraitiste flamand Daniel Mytens l'Ancien. Il aurait voulu que Rubens puisse rester à la Cour, lui qui venait en Angleterre tant pour des missions diplomatiques que pour peindre, et il le fit chevalier.
En avril 1632, il s'attacha les services d'Antoine van Dyck comme peintre de cour et le fit chevalier le 5 juillet 1632. En 1633, il le nomma « premier peintre ordinaire de Sa Majesté ». Il employa également David des Granges (1611-1672) comme miniaturiste, et pendant la guerre civile et la période postérieure du Commonwealth (1642-1660), ce peintre prit le parti royaliste et produisit de nombreuses miniatures du futur Charles II.

### Long Parlement et montée des tensions
Le Long Parlement se réunit en novembre 1640 et se révéla aussi difficile à gérer pour Charles Ier que l'avait été le Court Parlement. Il lança rapidement une procédure de destitution contre Laud pour haute trahison qui fut couronnée de succès le 18 décembre. Le lord du Sceau Privé John Finch fut destitué le lendemain, et il s'enfuit pour La Haye avec l'accord du monarque le 21 décembre. Pour empêcher le roi de le dissoudre à son gré, le Parlement vota le Dissolution Act qui reçut une sanction royale en février 1641. La législation imposait que le Parlement soit réuni pour une session d'au moins cinquante jours tous les trois ans et que, si le roi ne le convoquait pas, les députés puissent se rassembler de leur propre chef.

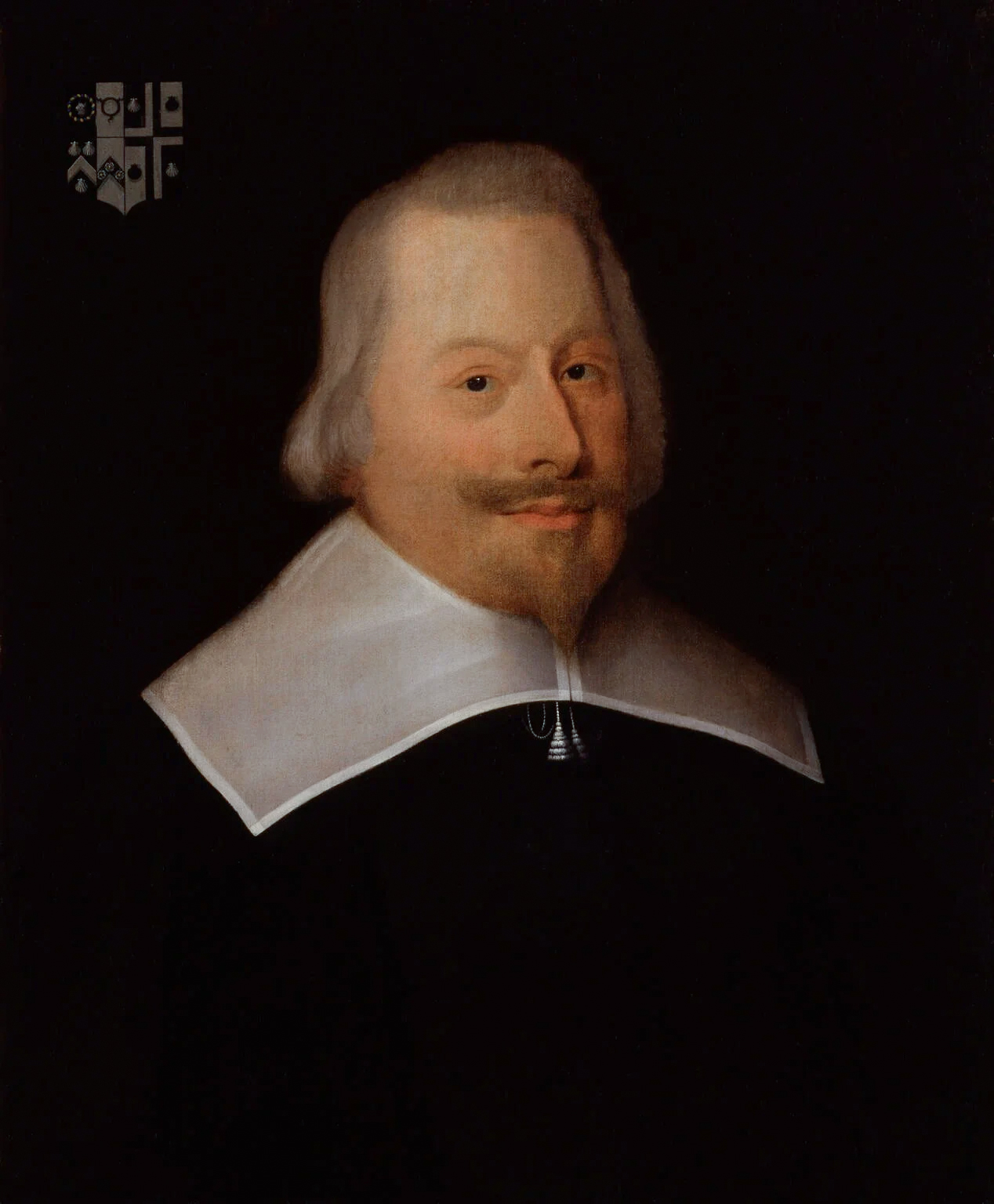
John Pym fut l'un des opposants les plus virulents à ; Edward Bower, 1640.

Le 22 mars 1641, Strafford, qui était devenu la cible des parlementaires, en particulier de John Pym, fut jugé pour haute trahison. Les preuves fournies par Henry Vane (en) accusaient Strafford d'avoir utilisé l'armée irlandaise pour menacer l'Angleterre, mais ces dernières ne furent pas corroborées et les charges furent abandonnées le 10 avril. Pym demanda immédiatement une action de disgrâce signifiant essentiellement que, quels que soient les torts de Strafford, il pourrait être exécuté sur un simple vote du Parlement. Charles Ier assura néanmoins Strafford qu'il ne signerait pas la loi et les lords s'opposèrent à la sévérité de la sentence. Néanmoins la révélation d'un projet de coup d'État par l'armée en faveur de Strafford fit évoluer les opinions. La loi fut facilement adoptée par la Chambre des communes (204 voix pour, 59 contre et 250 abstentions), par la Chambre des lords ; Charles Ier, craignant pour la sécurité de sa famille, la signa le 10 mai. Le comte de Strafford fut décapité deux jours plus tard.
En mai 1641, Charles Ier approuva une législation sans précédent qui empêchait la dissolution du Parlement anglais sans l'accord de celui-ci. La Ship Tax, la Distraint of Knighthood et les emprunts forcés furent déclarés illégaux, les monopoles furent démantelés et les tribunaux de la Chambre étoilée et de la Haute-Commission furent abolis par l'Habeas Corpus et le Triennial Act. Toutes les autres formes de taxation furent légalisées et régulées par le Tonnage and Poundage Act (en). Le 3 mai, le Parlement adopta la Protestation de 1641 (en) par laquelle ceux qui signaient la pétition promettaient de défendre la « véritable religion réformée », le Parlement et l'honneur, les possessions et la personne du roi. Durant le mois de mai, la Chambre des communes adopta plusieurs législations attaquant les évêques et l'épiscopalisme en général mais ces lois furent toutes rejetées par la Chambre des lords.
Même s'il avait consenti à plusieurs concessions importantes, Charles Ier renforça sa position militaire en obtenant le soutien des Écossais durant l'été après avoir promis l'établissement officiel du presbytérianisme. Il parvint ainsi à rassembler les opposants au Parlement mais un complot royaliste visant à enlever un groupe de nobles écossais sapa sa crédibilité.

### Rébellion irlandaise de 1641
À l'instar de ce qu'avait fait le Parlement anglais dans son opposition à lord Buckingham mais d'une manière moins hypocrite, les vieux Anglais du Parlement irlandais avancèrent que leur opposition à lord Strafford n'avait pas affecté leur loyauté envers Charles Ier. Ils affirmèrent que ce dernier avait été induit en erreur par l'influence néfaste du comte et que du fait de l'ambiguïté entourant la Loi Poynings (en), un vice-roi comme Strafford pouvait se comporter comme un despote. Néanmoins, à la différence de leurs homologues vieux Anglais qui étaient catholiques, les colons appelés « nouveaux Anglais » étaient protestants, pouvaient être rapprochés des députés anglais et des puritains et étaient donc fondamentalement opposés à la Couronne en raison des événements se déroulant en Angleterre.
De nombreuses disputes opposaient les natifs irlandais et les colons au sujet du transfert de propriétés foncières des catholiques vers les protestants en particulier dans le cadre de la Plantation d'Ulster (en). Associées au remplacement graduel du Parlement irlandais par le Parlement anglais, elles furent à l'origine de la conflagration irlandaise qui devint le catalyseur des affrontements en Angleterre entre les royalistes et les parlementaires. L'exécution de Strafford affaiblit l'influence de Charles Ier en Irlande, tout en fournissant une raison pour une coopération entre les Irlandais gaëls et les vieux Anglais qui étaient jusqu'alors profondément antagonistes. Ainsi, dans le conflit entre les Irlandais gaëls et les colons nouveaux Anglais lors de la rébellion irlandaise, les vieux Anglais s'allièrent avec les premiers tout en témoignant de leur loyauté envers le roi.

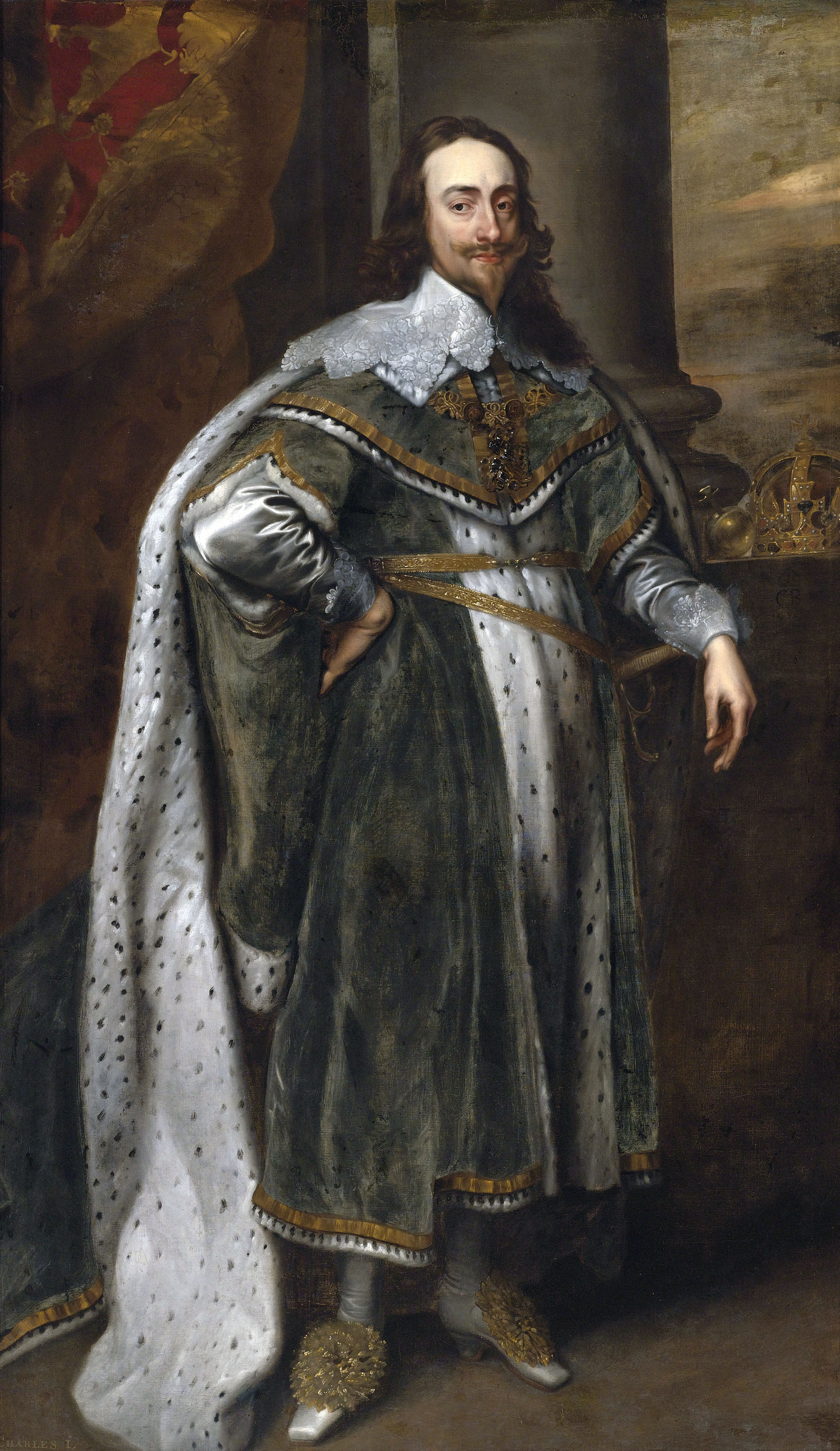
par Antoine van Dyck en 1636.

En novembre 1641, la Chambre des communes adopta la Grande Remontrance, une longue liste de griefs contre les actions des ministres de Charles Ier commises depuis le début de son règne et faisant partie d'une supposée conspiration catholique dans laquelle le roi était un membre involontaire. Son principal artisan, John Pym, avait cependant été très loin et la loi ne fut adoptée qu'avec 11 voix d'avance (159 voix pour, 148 contre et plus de 200 abstentions) ; de plus le texte accusait les membres de la Chambre des lords d'être coupables d'obstruction aux réformes, et ces derniers rejetèrent largement le texte. Les tensions atteignirent leur paroxysme lorsque les nouvelles de la rébellion irlandaise atteignirent le Parlement, et de fausses rumeurs accusèrent le roi d'être complice du soulèvement. L'armée irlandaise catholique, établie par Strafford, dont la dissolution avait été demandée à trois reprises par la Chambre des communes, déclara son allégeance à Charles Ier. Cela, associé aux massacres des nouveaux Anglais protestants par les catholiques irlandais, acheva de convaincre le Parlement anglais que le roi avait perdu son autorité et sa capacité à gouverner. Durant le mois de novembre, les récits concernant les événements en Irlande et l'existence de supposés complots papistes en Angleterre furent publiés sous la forme de pamphlets alarmistes qui circulèrent dans tout le royaume,,.
Le Parlement anglais n'avait plus confiance dans les motivations de Charles Ier quand ce dernier demanda des fonds pour réprimer la rébellion irlandaise, car de nombreux députés craignaient que ces forces ne soient par la suite utilisées contre le Parlement. La loi sur la milice était destinée à retirer de force le contrôle de l'armée au roi, mais elle ne disposait pas du soutien des lords et encore moins du roi. Dans une tentative pour renforcer sa position, Charles Ier plaça la tour de Londres sous le commandement du colonel Thomas Lunsford (en), un officier efficace mais tristement célèbre pour avoir tenté d'assassiner un député en 1633. Lorsque le roi apprit par des rumeurs que le Parlement voulait destituer son épouse catholique, Charles Ier décida de prendre des mesures drastiques qui non seulement mirent fin à l'impasse entre le Parlement et lui mais signalèrent également le début de la guerre civile.
Charles Ier supposa, à raison, que ce vœu de destitution venait des membres du Parlement anglais qui s'étaient rapprochés des Écossais lors de leur invasion en 1640. Le 3 janvier 1642, il demanda que le Parlement lui livre cinq de ses membres pour qu'ils soient jugés pour haute trahison. Lorsque le Parlement refusa, ce fut peut-être Henriette-Marie qui le persuada de les arrêter par la force, et Charles Ier décida de s'en charger personnellement. Les nouvelles atteignirent le Parlement avant lui et les hommes recherchés, John Pym, John Hampden, Denzil Holles, William Strode (en) et Arthur Haselrig (en), s'échappèrent peu avant que Charles Ier n'entre dans la Chambre des communes avec une escorte armée le 4 janvier 1642. Face au silence de la Chambre, il exigea que son président, William Lenthall, lui désigne les intéressés ; celui-ci lui adressa sa célèbre réplique : « Je n'ai point d'yeux pour voir, ni de langue pour parler en ce lieu, sauf à suivre les directives de la Chambre, dont je suis ici le serviteur ». Le roi fut donc contraint de se retirer bredouille.
Cette tentative d'arrestation bâclée se révéla politiquement désastreuse pour Charles Ier. Ce fut la seule fois de l'histoire qu'un souverain britannique entrait de force dans la Chambre des communes. D'un coup, Charles Ier avait réduit à néant les arguments de ses partisans selon lesquels le roi était le seul rempart contre le chaos. Le 5 janvier, la Chambre des communes se rassembla pour dénoncer cette atteinte à ses droits, ajourna ses travaux et nomma un comité de vingt-quatre députés. Le peuple londonien ainsi que le conseil municipal prirent rapidement fait et cause pour le Parlement. En attendant de pouvoir réellement mobiliser des forces importantes, le roi et le parlement se livrèrent à une guerre des communiqués de propagande. Ne se sentant pas en sécurité à Londres même, le roi se réfugia le 12 janvier au château de Windsor. Le 23 février, la reine et sa fille s'embarquaient à Douvres pour les Pays-Bas.

### Première révolution anglaise
Au printemps 1642, les deux camps rassemblèrent leurs forces en vue de la conflagration à venir. En avril, le roi partit à Hull pour prendre possession de l'arsenal, mais le gouverneur de la ville fidèle au Parlement le repoussa. Pour ne pas apparaître comme un fauteur de guerre, le Parlement envoya au roi début juin 1642 ses « Dix-neuf propositions » pour que la paix soit préservée, contre d'importantes concessions royales. Le roi rejeta en totalité les demandes, refusant par déclaration du 18 juin ce qu’il considérait, à juste titre, comme une transformation radicale du gouvernement traditionnel du royaume. En conséquence, le 12 juillet, les Communes votaient la levée d’une armée. Charles Ier partit pour Nottingham où il entreprit de lever une armée contre le Parlement, s'y installant le 22 août 1642, puis à Oxford d'où il contrôlait les Midlands, le pays de Galles, le West Country et le Nord de l'Angleterre. Le Parlement conservait Londres, l'Est et le Sud-Est de l'Angleterre. Charles Ier rassembla ses troupes en utilisant la méthode archaïque de la Commission of array (en) par laquelle les commissaires, qui étaient des officiers expérimentés, pouvaient enrôler tous les hommes valides de leur comté.
La première guerre civile éclata véritablement le 26 octobre 1642 avec la bataille de Edgehill, qui se révéla indécise. Aucun camp ne parvint à prendre l'avantage jusqu'à ce que la bataille de Naseby le 14 juin 1645 ne fasse définitivement pencher la balance du côté des parlementaires. Le roi avait quitté Oxford en avril 1646 avant que la ville ne soit assiégée et il chercha refuge auprès de l'armée presbytérienne écossaise à Newark-on-Trent avant d'être emmené à Southwell, où il resta le temps que ses « hôtes » ne décident de son avenir. Les Écossais décidèrent finalement de le livrer au Parlement en 1647.

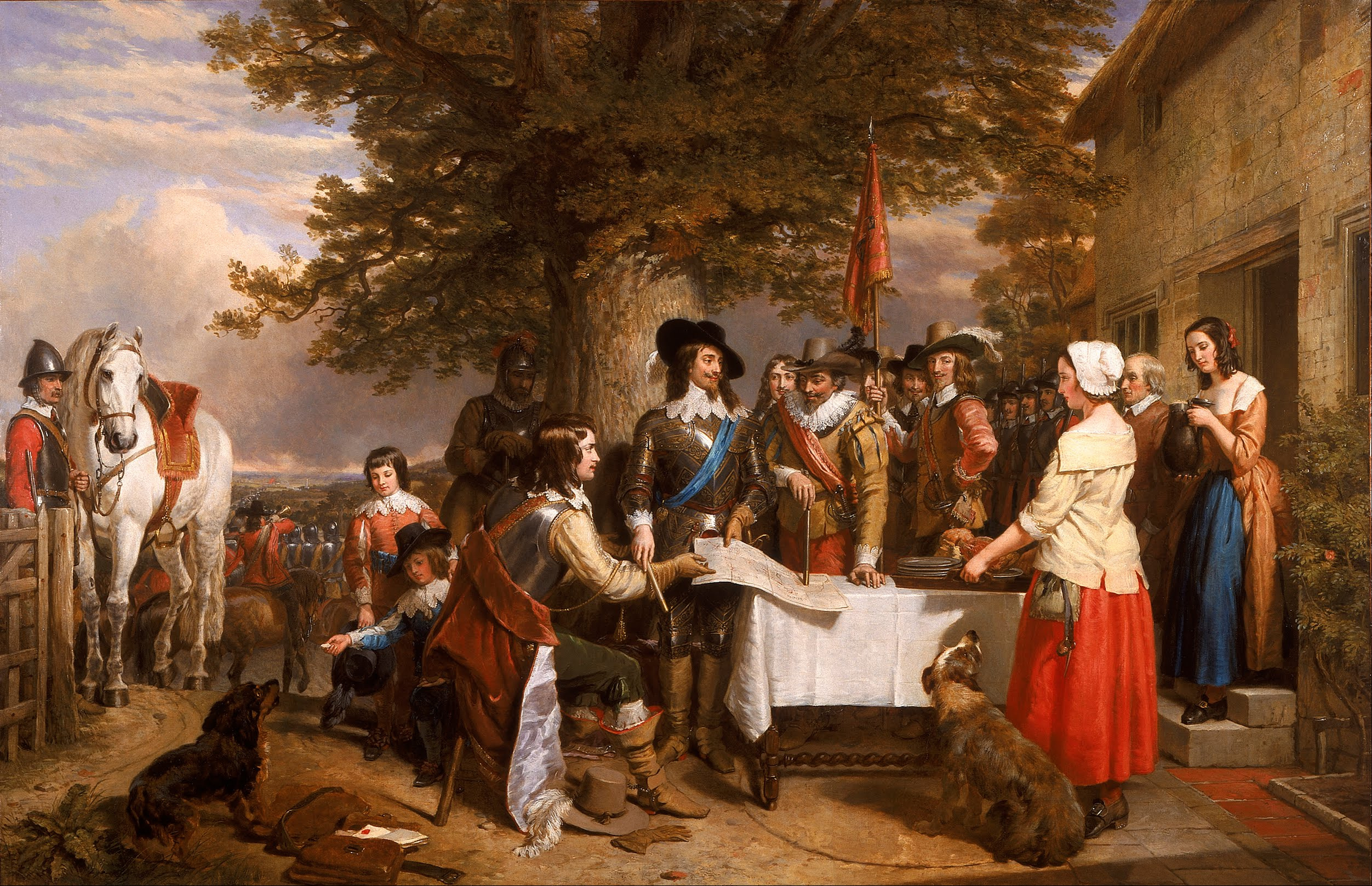
tient un conseil de guerre la veille de la bataille de Edgehill ; Charles Landseer, 1845.

Il fut emprisonné à Holdenby House dans le Northamptonshire, jusqu'à ce que l'officier George Joyce ne l'emmène de force à Newmarket au nom de la New Model Army, créée en 1645 pour professionnaliser l'armée parlementaire. À ce moment, la New Model Army se sentait négligée et ignorée par le Parlement, et Charles Ier était impatient de profiter de ces tensions. Il fut transféré à Oatlands (en) puis au château de Hampton Court où des négociations se poursuivirent sans résultats. Il considéra qu'il serait dans son intérêt de s'évader et de s'enfuir, peut-être en France, ou de se mettre sous la protection du colonel Robert Hammond (en), le gouverneur parlementaire de l'île de Wight dont il pensait qu'il lui était favorable. Il choisit cette seconde option et s'échappa le 11 novembre. Cela se révéla une erreur car Hammond le fit emprisonner dans le château de Carisbrooke.
Depuis sa cellule, Charles Ier continua de négocier avec les différents groupes. Le 26 décembre 1647, il signa un traité secret avec les Écossais par lequel ces derniers envahiraient l'Angleterre pour le restaurer, en échange de quoi le presbytérianisme deviendrait la religion officielle pendant trois ans.
Les royalistes se soulevèrent à nouveau en juillet lors de la deuxième guerre civile et comme convenu avec Charles Ier, les Écossais entrèrent en Angleterre. La plupart des soulèvements en Angleterre furent rapidement écrasés par les troupes parlementaires loyales à Oliver Cromwell mais les révoltes dans le Kent, l'Essex, le pays de Galles et le Cumberland ainsi que l'invasion écossaise entraînèrent des batailles rangées et des sièges prolongés. Néanmoins après la défaite écossaise lors de la bataille de Preston en août, les royalistes avaient perdu tout espoir de remporter le conflit.
Le « Long Parlement » n'était initialement pas favorable au renversement du roi. La biographie d'Henry Vane le Jeune, « un membre influent de toutes les commissions qui fut chargé du devenir du roi » indique que « durant les négociations avec le roi, il démontra qu'il voulait faire tout ce qui était possible pour profiter de l'opportunité de sécuriser les bienfaits de la liberté ». Finalement, Charles Ier accepta les réformes proposées par les parlementaires et elles furent acceptées par la Chambre des communes par 129 voix contre 83 le 1er décembre 1648. Elles auraient permis la restauration du roi avec des pouvoirs limités et la fin de la guerre civile, mais Cromwell et Thomas Pride s'opposèrent à ces mesures et demandèrent que le roi soit jugé pour haute trahison. Le 6 décembre, Pride entra dans le Parlement avec deux régiments de l'armée et exclut tous ceux qui étaient favorables au roi. Le reste des députés forma le « Parlement croupion ».

## Les dernières années

### Le procès du roi
Charles Ier fut emmené au château de Hurst (en) à la fin de l'année 1648 puis au château de Windsor. En janvier 1649, le Parlement créa un tribunal spécial afin de juger Charles Ier pour haute trahison. Après la première guerre civile, les parlementaires avaient accepté l'idée que le roi, bien qu'ayant agi injustement, avait été capable de justifier son combat et qu'il avait toujours le droit de régner avec des pouvoirs limités au sein d'une monarchie constitutionnelle. Néanmoins, en provoquant la seconde guerre civile alors qu'il était en détention, Charles Ier s'était rendu coupable d'un bain de sang injustifiable. Le traité secret avec les Écossais était jugé particulièrement inexcusable.

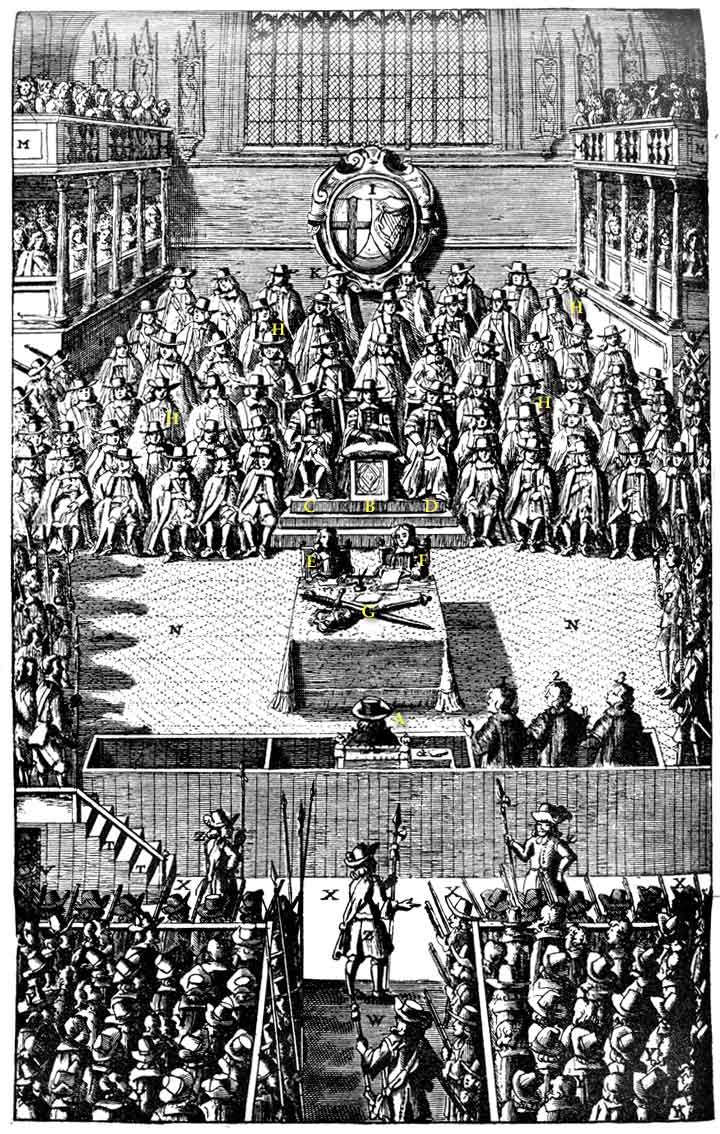
Gravure représentant le procès de en janvier 1649.

L'idée de juger un roi était néanmoins inédite car dans des situations similaires, Édouard II, Richard II et Henri VI avaient été renversés et assassinés sans procès par leurs successeurs. Charles Ier fut accusé de trahison contre l'Angleterre pour avoir utilisé son pouvoir pour ses gains personnels plutôt que pour le bien de la nation. Les accusations contre Charles Ier spécifiaient que le roi, « pour accomplir ses desseins et pour se soutenir, lui et ses adhérents, dans les coupables pratiques auxquelles il se livrait à cette intention, a traîtreusement et malicieusement pris les armes contre le présent Parlement et le peuple qu'il représente » et que les « desseins pervers, guerres et pratiques pernicieuses dudit Charles Stuart, ont eu et ont pour objet de soutenir l'intérêt personnel de sa volonté, de son pouvoir et d'une prétendue prérogative attribuée à lui et à sa famille, au préjudice de l'intérêt public, des droits et des libertés du peuple, de la justice et du repos de cette nation »,.
Selon les estimations contemporaines, 84 830 personnes seraient mortes durant les deux guerres civiles et environ 100 000 autres auraient été victimes des maladies et des pénuries liées aux combats. En 1650, l'Angleterre comptait 5,1 millions d'habitants et ces pertes représentaient environ 3,5 % de la population totale. Les charges contre le roi le tenaient également « responsable des dites guerres dénaturées, cruelles et sanglantes et par là coupable de tous les meurtres, trahisons, rapines, incendies, ravages, désolations, dommages et méfaits à l'égard de cette nation »,.
La Haute-Cour de Justice présidée par John Bradshaw comprenait 135 commissaires, mais seulement 68 y participèrent réellement (tous de fervents parlementaires) ; l'accusation était menée par l'avocat général John Cook (en). Le procès de Charles Ier pour haute trahison et « autres hauts-crimes » commença le 20 janvier 1649, mais Charles Ier refusa de se défendre en avançant qu'aucun tribunal n'avait le pouvoir de juger un monarque. Il considérait que son autorité venait de Dieu et des traditions et lois d'Angleterre, et que le pouvoir revendiqué par ceux qui le jugeaient venait simplement de la force des armes. Charles Ier insista sur le fait que le procès était illégal en expliquant que « quant aux lois du pays, aucun jurisconsulte instruit n'affirmera, j'en suis certain, qu'on puisse porter une accusation contre le roi puisque toutes se font en son nom. Une de leurs maximes est que le roi ne peut faire mal »,. Lorsqu'on lui imposa de plaider, il réaffirma son objection en déclarant : « Faites-moi donc connaître par quelle autorité légitime je suis ici et je ne refuserai pas de répondre, ». À l'inverse, le tribunal proposa une interprétation de la loi qui légitimait le procès : « La proposition fondamentale est que le roi d'Angleterre n'est pas une personne mais une fonction dont chaque occupant reçoit un droit limité à gouverner « par et selon les lois du pays et non l'inverse » ».
Durant la semaine du procès, Charles Ier refusa à trois reprises de plaider. Il était alors courant de considérer que le refus de plaider était équivalent à une admission de culpabilité. Le roi fut déclaré coupable lors d'une audience publique le 27 janvier 1649 et condamné à mort. Après le jugement, il fut emmené du palais St. James où il était emprisonné au palais de Whitehall, et un échafaud fut installé en face de la Maison des banquets.

### Exécution et inhumation
Charles Ier fut décapité le 30 janvier 1649. Il fut rapporté qu'il portait des vêtements chauds pour empêcher le froid de le faire trembler, ce que la foule aurait pu interpréter comme de la peur. Charles Ier était séparé de la foule par plusieurs rangs de soldats et son dernier discours ne fut entendu que par ceux présents sur l'échafaud. Il déclara qu'il avait comme beaucoup désiré la liberté de son peuple mais « je dois vous dire que la liberté consiste à avoir un gouvernement… elle ne consiste pas pour le peuple à gouverner lui-même ; un sujet et un souverain sont deux choses clairement différentes ». Il posa sa tête sur le billot après avoir récité une prière et fit signe au bourreau qu'il était prêt ; il fut décapité d'un seul coup de hache et ses derniers mots furent « Je vais d'une corruptible à une incorruptible Couronne, où aucun dérangement ne peut être ».

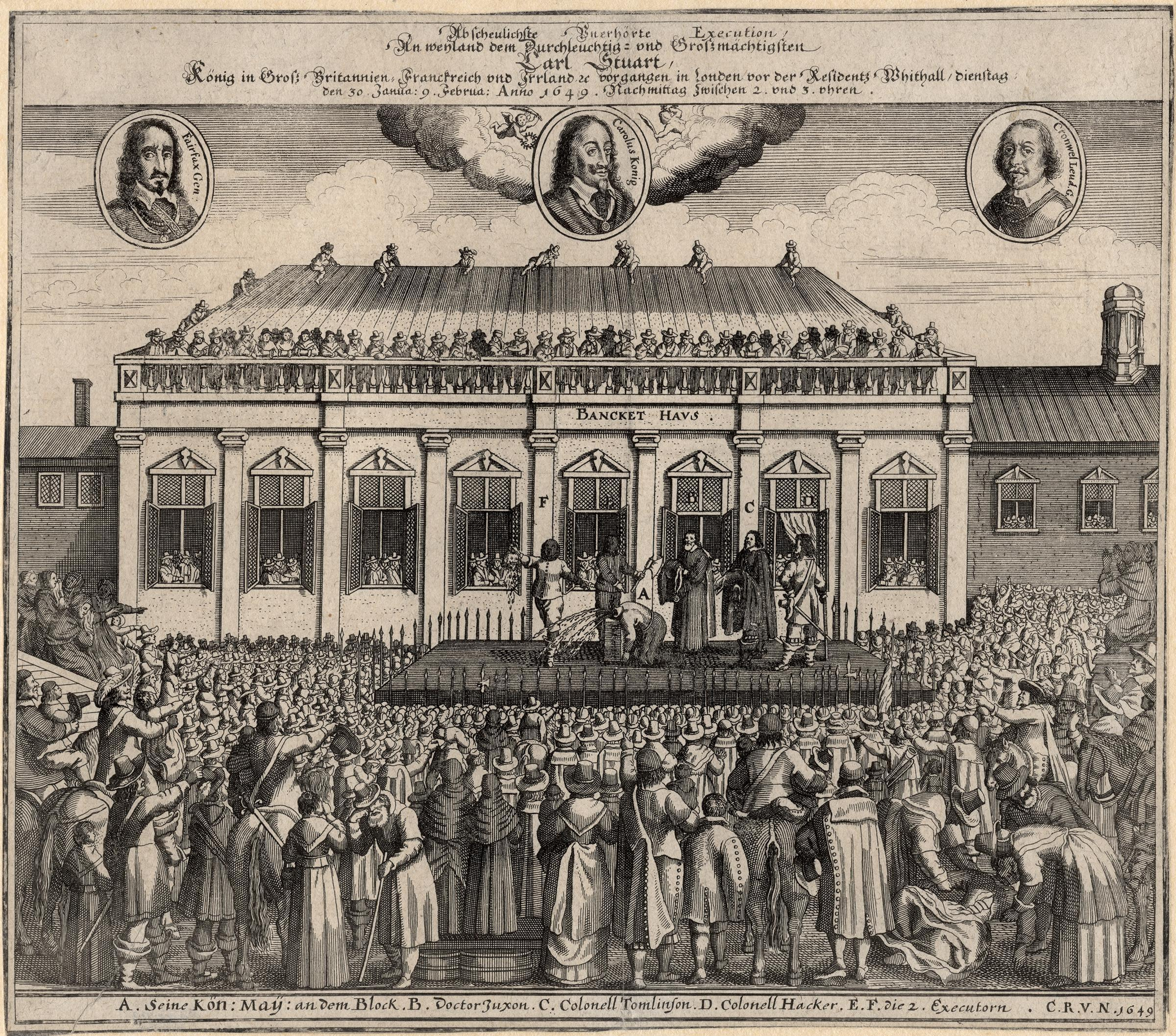
Gravure allemande contemporaine représentant l'exécution de.

Le prêtre Philip Henry (en) nota qu'après l'exécution, un gémissement de la foule fut entendu et certains spectateurs trempèrent leurs foulards dans le sang du souverain, initiant ainsi le culte du roi martyr ; néanmoins, aucun autre témoignage, dont celui de Samuel Pepys, ne corrobore ces affirmations. Le compte-rendu de Henry fut rédigé durant la Restauration, douze ans après l'événement, et sa famille et lui étaient des écrivains propagandistes royalistes. Le bourreau portait un masque et son identité fait l'objet de débats mais le nom de Richard Brandon (en), le bourreau du peuple de Londres, est le plus souvent cité. Il était courant que la tête d'un traître soit prise et montrée à la foule avec la phrase « Observez la tête d'un traître ! ». Même si la tête de Charles Ier fut montrée, la phrase ne fut pas prononcée. Oliver Cromwell autorisa également que la tête soit recousue sur le corps pour que sa famille puisse lui rendre hommage,. Aucun document officiel n'a été retrouvé pour confirmer ou infirmer cette affirmation.
Charles Ier fut inhumé en privé dans la nuit du 7 février 1649 dans le caveau Henri VIII de la chapelle Saint-Georges du château de Windsor. Son fils, le futur roi Charles II, envisagea de lui construire un mausolée élaboré mais il ne fut jamais réalisé.
Dix jours après l'exécution de Charles Ier, des mémoires attribués au roi commencèrent à être vendus. Ce livre, le Eikon Basilike (grec pour « Portrait Royal ») comprenait une apologia (« excuses ») pour les politiques royales et se révéla être un moyen de propagande efficace pour la cause royaliste. William Levett, le garçon de chambre de Charles Ier qui l'accompagna le jour de son exécution, jura qu'il avait personnellement vu le roi rédiger l’Eikon Basilike mais les historiens débattent de la véracité de cette affirmation. John Cook publia le discours qu'il avait prévu dans le cas où Charles Ier aurait plaidé tandis que le Parlement chargea John Milton d'écrire une réponse, l'Eikonoklastes (grec pour « Iconoclaste »), ; cette dernière rencontra néanmoins un succès inférieur à celui du livre royaliste.
Les monarchies européennes rompirent leurs relations diplomatiques avec l'Angleterre à la suite de l’exécution du roi[réf. incomplète].

## Postérité

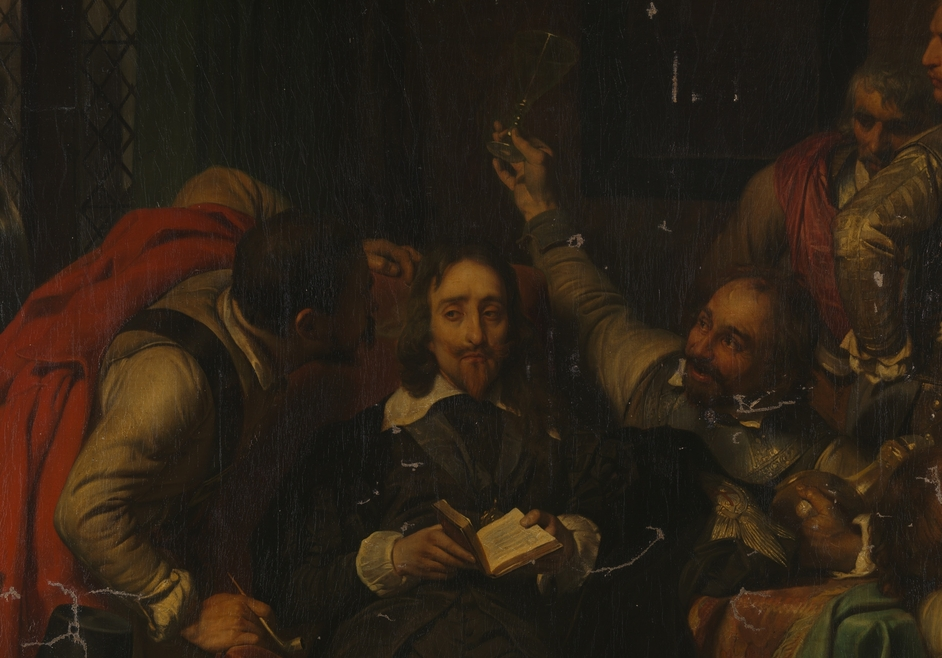
insulté par les soldats de Cromwell ; peinture de Paul Delaroche, 1836. National Gallery, Londres.

Après le renversement du roi, le régime instauré fut le Commonwealth d'Angleterre. Le pouvoir exécutif fut confié à un Conseil d'État comptant entre autres Thomas Fairfax, 3e lord Fairfax, le général en chef de l'armée parlementaire, et Oliver Cromwell. L'exécution du roi ne mit pas fin à l'opposition entre les parlementaires et les royalistes, et les combats reprirent lors de la guerre anglo-écossaise et la conquête cromwellienne de l'Irlande. En 1653, toute opposition militaire au Parlement et à la New Model Army avait été écrasée. Le « Parlement croupion », successeur du « Long Parlement », perdit une grande partie de son influence jusqu'à ce que Cromwell ne le dissolve complètement en 1653. Il prit alors le titre de Lord Protecteur et gouverna seul le Protectorate d'Angleterre, d'Écosse et d'Irlande. Il s'agissait d'une monarchie n'en portant pas le nom et Cromwell fut « investi » sur la chaise traditionnellement utilisée pour les couronnements. À sa mort le 3 septembre 1658, son fils Richard Cromwell lui succéda mais abdiqua le 25 mai 1659. Le « Long Parlement » fut rappelé le 21 février 1660 et après les premières élections en vingt ans, les députés accordèrent la Couronne au fils aîné de Charles Ier, qui monta sur le trône sous le nom de Charles II. Après la Restauration, les régicides furent jugés et les corps de Cromwell et de Bradshaw furent exhumés et soumis à un rituel d'exécution posthume. Charles Ier fut également canonisé par l'Église d'Angleterre et il est célébré le 30 janvier.
Entre l'exécution de Charles Ier et la dissolution du Parlement par Cromwell il s'écoula peu d'années, mais la monarchie anglaise ne retrouva jamais ni l'autorité ni le pouvoir qu'elle avait sous les Tudor et les premiers Stuart. Cependant, aucune forme de gouvernance purement républicaine ne fut instaurée en Angleterre. Dans les siècles qui suivirent, le Parlement assuma un pouvoir de plus en plus important et le Premier ministre devint, de fait, le chef du Royaume-Uni. Les inquiétudes populaires concernant l'influence catholique restèrent vivaces et le deuxième fils de Charles Ier, le catholique Jacques II, qui succéda à son frère en 1685, fut renversé trois ans plus tard par le prince protestant hollandais Guillaume III d'Orange, époux d'une fille de Jacques II.
La province de Caroline en Amérique du Nord, qui fut par la suite divisée entre la Caroline du Nord et la Caroline du Sud en 1729, fut nommée en 1663 d'après le nom latin de Charles, Carolus. Sa capitale, Charleston, le cap Charles, le comté de Charles City et la Charles River en Virginie furent également nommés d'après lui. En raison de la loyauté perçue de la colonie de Virginie durant le Commonwealth d'Angleterre, Charles II lui accorda le titre de Old Dominion (« vieux dominion ») qui reste encore aujourd'hui le surnom de l'État.

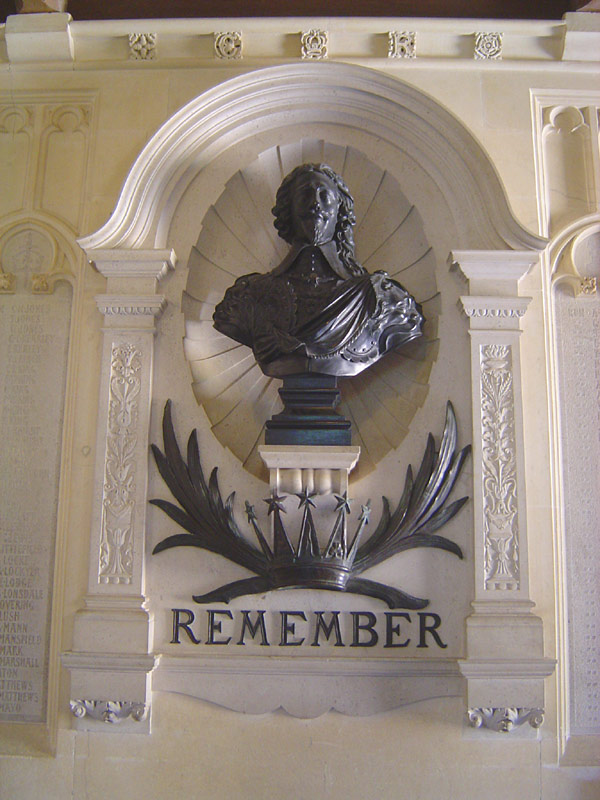
Mémorial du roi dans le château de Carisbrooke.

Charles Ier est l'un des personnages principaux du roman Vingt ans après d'Alexandre Dumas publié en 1845.

## Cinéma et télévision
La roi Charles Ier a été porté sur grand écran dès le début du cinéma muet dans des productions cinématographiques et a été joué par :
- 1897 : Acteur anonyme dans Mort de Charles Ier de Georges Hatot ;
- 1908 : Acteur anonyme dans Olivier Cromwell de Camille de Morlhon ;
- 1922 : Maxime Desjardins dans Vingt Ans après de Henri Diamant-Berger :
- 1923 :
  - Russell Thorndike dans Henrietta Maria ; or The Queen of Sorrow ;
  - Henry Victor dans The Royal Oak ;
- 1936 : Guy Middleton dans Fame de Leslie S. Hiscott ;
- 1937 : Hugh Miller dans The Vicar of Bray ;
- 1963 :
  - Robert Rietty dans L'Épée écarlate ;
  - Michel Bouquet dans Le Procès et la mort de Charles Ier de La caméra explore le temps ;
- 1964 : Stephen MacDonald dans Witch Wood ;
- 1970 :
  - Kenneth Colley dans Revolutions : Cromwell de Thirty-Minute Theatre ;
  - Alec Guinness dans Cromwell ;
- 1977 : Jeremy Clyde dans The Children of the New Forest ;
- 1983 : Jeremy Clyde dans By the Sword Divided ;
- 1988 : Stephen Fry dans The Cavalier Years de La Vipère noire ;
- 1989 : Bill Paterson dans Le Retour des Mousquetaires ;
- 1992 : Aleksei Petrenko dans Mushketyory 20 let spustya ;
- 1997 : Chris Kirk dans Civil War: England's Fight for Freedom ;
- 2003 :
  - Martin Turner dans Charles II: The Power & the Passion ;
  - Rupert Everett dans La Mort d'un roi ;
- 2008 : Peter Capaldi dans The Devil's Whore.
- 2009 : Mathew Baynton et Adam Riches dans Horrible Histories ;
- 2015 : Constantin von Jascheroff dans El Capitan d'Enrique Urbizu ;
- 2019 :
  - Will O'Connell dans Charles I - Downfall of a King de Tom Cholmondeley ;
  - Charles Durot dans La Guerre des trônes, la véritable histoire de l'Europe d'Alain Brunard et Vanessa Pontet ;
- 2020 : Justin Boon dans Blood of the Clans de Craig Collinson ;
- 2024 : Samuel Blenkin dans Mary and George.

### Bilan
L'archevêque William Laud, décapité par le Parlement pendant la guerre, a décrit Charles comme « un prince doux et gracieux qui ne savait pas comment être, ou comment se rendre puissant ».
Selon John Philipps Kenyon, « Charles Stuart est un homme de contradictions et de controverses ». Vénéré par les Tories qui le considéraient comme un saint martyr, il a été condamné par les historiens "whig", comme Samuel Rawson Gardiner, qui le trouvaient fourbe et délirant. Au cours des dernières décennies, la plupart des historiens l'ont critiqué, à l'exception de Kevin Sharpe qui a proposé une vision plus sympathique de Charles, qui n'a pas été largement adoptée. Alors que Sharpe soutenait que le roi était un homme de conscience dynamique, le professeur Barry Coward pensait que Charles « était le monarque le plus incompétent d'Angleterre depuis Henry VI », un point de vue partagé par Ronald Hutton, qui le qualifiait de « pire roi que nous ayons eu depuis le Moyen Age ».
Charles était plus sobre et plus raffiné que son père, mais il était intransigeant. Il a délibérément mené des politiques impopulaires qui ont finalement entraîné sa propre ruine. Charles et Jacques étaient tous deux des défenseurs du droit divin des rois, mais alors que les ambitions de Jacques concernant la prérogative absolue étaient tempérées par le compromis et le consensus avec ses sujets, Charles pensait qu'il n'avait pas besoin de faire de compromis ou même d'expliquer ses actions. « Les princes ne sont pas tenus de rendre compte de leurs actes [écrivait-il] mais à Dieu seul ».
À l'international, certains historiens le comparent parfois à Louis XVI et Nicolas II, ; ces trois monarques ont chacun été victime de régicides, ont été en leurs temps accusés par leurs détracteurs de velléités absolutistes et ont lors de crises importantes auxquels ils ont été confrontés multiplié les maladresses, fait preuve de piètres qualités de négociateurs et se sont entourés de mauvais conseillers précipitant leur pays dans l'abîme, avant d'être remplacés par des dirigeants révolutionnaires rendus responsables d'expériences dictatoriales voire proto-totalitaires,.

## Titres et armoiries
- 19 novembre 1600 - 27 mars 1625 : Son Altesse Royale le prince Charles
  - 23 décembre 1600 - 27 mars 1625 : Son Altesse Royale le duc d'Albany
  - 6 janvier 1605 - 27 mars 1625 : Son Altesse Royale le duc d'York
  - 6 novembre 1612 - 27 mars 1625 : Son Altesse Royale le duc de Cornouailles et de Rothesay
  - 4 novembre 1616 - 27 mars 1625 : Son Altesse Royale le prince de Galles
- 27 mars 1625 - 30 janvier 1649 : Sa Majesté le roi

Quand il était prince héritier, Charles portait les titres de prince de Galles, comte de Chester, duc de Cornouailles, duc de Rothesay, duc d'York, duc d'Albany, comte d'Ormonde, comte de Carrick, comte de Ross, baron de Renfrew, Seigneur des Îles, prince et grand intendant d'Écosse.
Le titre officiel de Charles Ier était « Charles par la Grâce de Dieu, roi d'Angleterre, de France et d'Irlande, roi des Écossais, défenseur de la Foi, etc. ». Les revendications sur le trône de France n'étaient que symboliques et étaient invoquées par tous les rois d'Angleterre depuis Édouard III, peu importe la quantité de territoires français contrôlés.
En tant que duc d'York, Charles portait les armoiries royales différenciées par un lambel de trois points gueules. Devenu roi, elles étaient : écartelé, 1 et 4, trois fleurs de lys or sur fond azur (qui est France) et trois lions en pal or (qui est Angleterre), au 2, d'or, au lion de gueules, au double trescheur fleuronné et contre-fleuronné du même (qui est Écosse), au 3, d'azur, à la harpe d'or, cordée d'argent (qui est Irlande).

Armories de Charles de Galles
Armories de Charles Ier
Armories de Charles Ier en Écosse

## Descendance
Le roi Charles et la reine Henriette-Marie ont neuf enfants dont cinq parviennent à l'âge adulte (deux mort-nés et deux autres décédés prématurément).
| Nom                                            | Naissance        | Mort              | Notes |
| ---------------------------------------------- | ---------------- | ----------------- | --- |
| Charles Jacques de Cornouailles et de Rothesay | 13 mai 1629      | 13 mai 1629       | |
| Charles II                                     | 29 mai 1630      | 6 février 1685    | Épouse Catherine de Bragance en 1663 ; pas d'enfants légitimes                                                                 |
| Princesse Marie-Henriette                      | 4 novembre 1631  | 24 décembre 1660  | Épouse Guillaume II d'Orange-Nassau en 1641 ; un enfant (Guillaume III d'Angleterre)                                           |
| Jacques II                                     | 14 octobre 1633  | 16 septembre 1701 | (a) Épouse Anne Hyde en 1659 ; huit enfants dont les reines Marie II et Anne (b) Épouse Marie de Modène en 1673 ; sept enfants |
| Princesse Élisabeth                            | 29 décembre 1635 | 8 septembre 1650  | |
| Princesse Anne                                 | 17 mars 1637     | 5 novembre 1640   | |
| Princesse Catherine                            | 29 juin 1639     | 29 juin 1639      | |
| Prince Henry de Gloucester                     | 8 juillet 1640   | 13 septembre 1660 | |
| Princesse Henriette                            | 16 juin 1644     | 30 juin 1670      | Épouse Philippe d'Orléans en 1661 ; trois enfants                                                                              |